# Reinos Pre-islámicos de Arabia del Sur
La llamada Arabia del Sur corresponde a los territorios del actual Yemen, el oeste de Omán y el extremo sur de Arabia Saudita, en tierras alrededor del área desértica del Desierto de Rub al-Jali. Aquí se estableció uno de los centros de civilización más antiguos del Oriente Próximo. 

Mapa de Arabia del Sur hacia el 100 a. C.

Su tierra relativamente fértil y un nivel de lluvias adecuado ayudaron a mantener una población estable. En la antigüedad, el polímata griego Eratóstenes de Cirene (siglo III a. C.), menciona cuatro antiguos grupos en la región de Arabia del Sur: los mineos en el noroeste, en uadi al-Jawf; los sabeos al sureste de ellos; los qatabanitas al sureste de los anteriores, y los hadramitas al este de estos últimos. Debido a su prominencia y prosperidad, designó a esta área con el nombre de Eudaimon Arabia, o en latín Arabia Felix, que significa Arabia Afortunada o Arabia Feliz. 
La historia de esta tierra se remonta a más de 3000 años. Entre principios del I milenio a. C. y hasta el siglo VI, se desarrollaron varios estados que dominaron esta región, entre los que destacan los reinos de Saba, Awsan, Qataban, Ma’in, Hadramaut e Himyar. El alfabeto sudarábigo desarrollado entre el siglo XII a. C. y el siglo VIII a. C., explica que los historiadores fechen estos reinos en esta época.
La riqueza de estos reinos dependía principalmente del comercio de especias, sobre todo olíbano y mirra, del que llegaron a tener casi el monopolio. Además eran tierras de tránsito de caravanas de camellos con bienes y artículos de lujo provenientes de Oriente con destino a las civilizaciones griega, romana y egipcia.
Tras la ocupación de Egipto por los romanos en el siglo I a. C., estos utilizaron el Mar Rojo como principal vía de comercio, lo que llevó al declive de las rutas de las caravanas, lo que llevó a una decadencia progresiva de los reinos del sur de Arabia. Estos reinos no pudieron evitar su ocupación por el reino cristiano abisinio de Aksum en el siglo IV y principios del siglo VI, y por los sasánidas de Persia a finales del siglo VI.  En el 630 llegó el Islam a estas tierras y toda la región se integró en el califato islámico.

## Información antigua de Arabia del Sur
El Creciente Fértil (Mesopotamia y costa oeste de Arabia) disponía de un nivel de lluvias suficiente para la agricultura, la cría de animales y los asentamientos urbanos, pero los desiertos del sur suponían un reto para los asentamientos. Ciertas zonas de Arabia del Sur recibían suficiente agua anual (hasta 800 mm) para soportar un desarrollo urbano y agrícola, y los trabajos de irrigación como la presa de Marib permitieron mantener estas comunidades (la llamada Arabia Felix). Pero había áreas rodeadas de estepas y desiertos con un nivel muy bajo de lluvias (< 150 mm/año). El área entre el Creciente Fértil y Arabia Felix, era la Arabia Deserta, la tierra seca, muy pobre en recursos, difícil de cruzar y de poco valor de conquista. Estas zonas estaban habitadas por tribus descentralizadas, libres y sin jerarquías entre ellas. Su estilo de vida era nómada, dedicados sus miembros a cuidar de sus animales y de sus cultivos.
Los reinos de Arabia del Sur se desarrollaron entre el I milenio a. C. y el siglo VII Durante cientos de años la población de Arabia del Sur se dedicó al transporte por caravanas del incienso y mirra producidos en sus tierras hasta Siria y el Mediterráneo, tal como nos cuentan Estrabón y Plinio el Viejo. También transportaban bienes exóticos, aromáticos y especias provenientes de Oriente. Este comercio terrestre se vio muy afectado por el aumento del transporte marítimo tras la conquista romana hacia el siglo I.
A destacar que a partir del siglo IV, unidades de milicia y caballería árabes fueron utilizados militarmente por los Imperios romano y persa en sus enfrentamientos, a cambio de un subsidio económico (annonna) y del botín de guerra. Durante el siglo VI y comienzos del siglo VII, la intensidad del conflicto romano-persa afectó a la posición de los pueblos periféricos como los árabes, que se convirtieron en más importantes para la defensa de Mesopotamia, Siria y Palestina, regiones cada vez más difíciles de controlar por los intereses geopolíticos de los imperios.
Destacaron sobre todo tres tribus árabes, los Gasánidas aliados de Roma, los Lájmidas aliados de Persia, y los Hujrid (reino de Kinda), aliados de Himyar. Durante 130 años, hubo importantes victorias en ambos bandos, aunque sin grandes avances territoriales de cada lado.
El término sarraceno comenzó a ser utilizado para los árabes nómadas por el historiador Amiano Marcelino en el siglo IV. Este término proviene del latín tardío “Sarracēnus”, que proviene a su vez del griego Σαρακηνός Sarakēnós, y este a su vez del arameo rabínico sarq[iy]īn “habitantes del desierto”, derivado de la palabra srāq o desierto. Su definición corresponde a “natural de la Arabia Feliz, u oriundo de ella”.

### Cronología
Aunque el reino de Saba aparece ya en fuentes asirias del siglo VIII a. C., la primera datación fiable comienza con la campaña militar de Aellius Gallus, prefecto romano de Egipto, en el 25 d. C. Para el período anterior se utiliza la paleografía, es decir la comparación entre los hallazgos en Arabia del Sur con los de otras áreas orientales, sobre la base de la secuencia reconstruida de reyes y mediante la datación por radiocarbono. Aquí han aparecido tres modelos de cronología:
- Cronología Larga, expuesta por Eduard Glaser y Fritz Hommel a finales del siglo XIX, y que data el comienzo de la antigua civilización de Arabia del Sur hacia finales del II milenio a. C. A mediados del siglo XX, AG Lundin y Hermann von Wissmann fecharon el comienzo de Saba entre el siglo XII] y el siglo VIII a. C.

- Cronología Breve, expuesta por Jacqueline Pirenne en 1955 tras comparar el arte de Arabia del Sur con Grecia, y analizar por análisis paleográfico la forma de las letras usadas en Arabia del Sur, y que sitúa el comienzo de la civilización en el siglo V a. C., bajo influencia griega.

- Cronología Intermedia, basada en las excavaciones norteamericanas de Timna y Marib en 1951-52, que sitúa el comienzo de la civilización en Qataban y Ma’in posterior a la cronología larga.

Hoy en día, no hay pruebas y argumentos suficientes para las cronologías breve e intermedia, por lo que se sigue la cronología larga de Wissmann, sobre todo tras los resultados de las investigaciones arqueológicas en Yalā/Hafari por los italianos, y en Shabwa por los franceses.
Las inscripciones conservadas indican que el año era probablemente lunisolar, como lo fue el calendario mesopotámico, con 12 meses lunares y un mes extra intercalado, siete veces cada 19 años. El nuevo año probablemente comenzaba con el equinoccio de primavera.

### Investigaciones Arqueológicas de Arabia del Sur
El estudio de las culturas de la antigua Arabia del Sur es una de las ramas más jóvenes de la arqueología, ya que esta tierra permaneció desconocida en Europa durante más tiempo que otras regiones de Oriente. El primer europeo en aventurarse en el interior de este territorio fue el italiano Ludovico de Varthema en 1504. La Expedición danesa a Arabia (1761-67), inspirada por Johann David Michaelis y ejecutada por seis miembros, de los que solo Carsten Niebuhr pudo sobrevivir, contribuyó a aumentar, aunque de forma modesta, los conocimientos y el estudio científico de estas culturas.

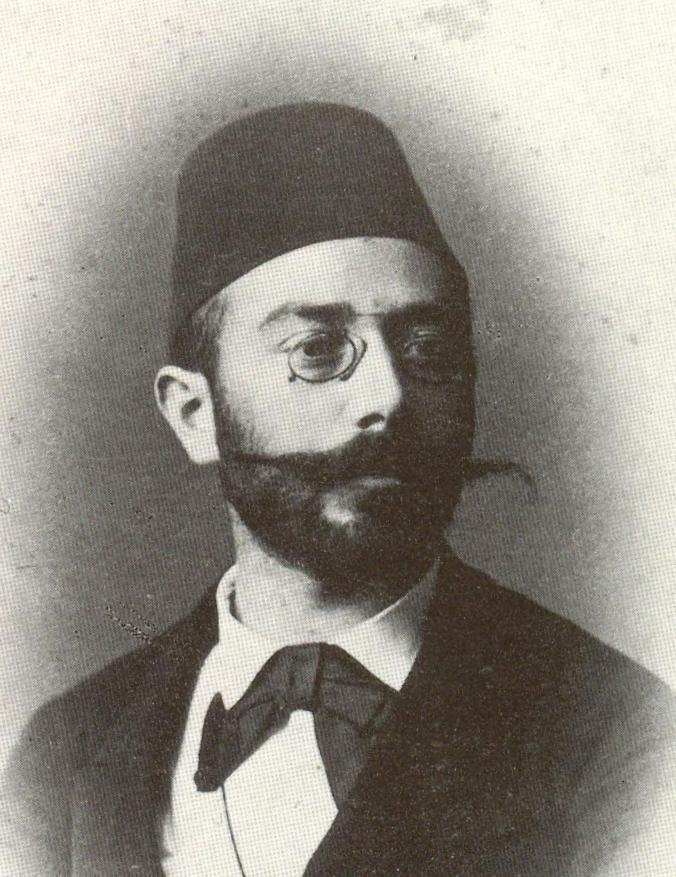
El explorador austríaco Eduard Glaser (1855-1908)

En la primera mitad del siglo XIX, otros viajeros europeos trajeron más de 100 inscripciones. Esta etapa de investigación llegó a su apogeo con los viajes del francés Joseph Halévy en 1869/70  y el austríaco Eduard Glaser en 1882-94, quienes juntos copiaron o trajeron a Europa unas 2500 inscripciones. Sobre la base de este material epigráfico, Glaser y Fritz Hommel comenzaron a estudiar la lengua y la historia de la antigua Arabia del Sur.
Tras la Primera Guerra Mundial comenzaron las primeras excavaciones en Yemen, incluyendo a sirios y egipcios a partir de 1926. La Segunda Guerra Mundial marcó el comienzo de una nueva fase en estos estudios. En 1950-52, la Fundación Estadounidense para el Estudio del Hombre fundada por Wendell Phillips, llevó a cabo excavaciones a gran escala en Timna y Marib, en las que participaron William Foxwell Albright y el padre Albert Jamme, que publicaron la mayoría de las inscripciones encontradas. A partir de 1959, Gerald L. Harding inició los primeros inventarios sistemáticos de los objetos arqueológicos en el entonces Protectorado Británico de Adén.
En las décadas de 1980 a 2010, varias misiones europeas (excavaciones francesas de 1975-87 en Shabwa, trabajos italianos sobre restos de la Edad de Piedra, y alemanes en Marib) han permitido completar las colecciones epigráficas. Las actividades se han centrado en el período prehistórico (del Paleolítico a la Edad del Bronce) y sobre los centros del panorama geopolítico del período histórico sudarábigo (Timna, Baraqish, Marib, Sirwah, Shabwa, Qana, Zafar, Socotra, Naŷrán,…).
Las actividades arqueológicas están prácticamente cerradas en Yemen desde 2010 debido a la inestabilidad política. Ahora se trabaja en aspectos específicos de los materiales como la clasificación lingüística, la arquitectura civil, religiosa y funeraria, formas de adoración y realeza, comercio, arte,… 

### Prehistoria de Arabia del Sur
El estudio de la Prehistoria de Arabia del Sur está aún en sus inicios, aunque se conocen algunos yacimientos  que se remontan al Paleolítico. Hay túmulos y recintos megalíticos que datan del Neolítico. Hacia el 2500 a. C., dos culturas de la Edad de Bronce aparecen en el norte de Yemen y en la costa oeste del Océano Índico. A mediados del II milenio a. C. aparecen los primeros núcleos urbanos importantes en la zona costera, entre los que encontramos los yacimientos de Sabir y Ma’laybah.
Hasta ahora no ha podido explicarse si la antigua civilización de Arabia del Sur fue una continuación directa de la existente en la Edad del Bronce, o si a principios de la Edad del Hierro grupos de gente comenzaron a emigrar hacia el sur desde Palestina o el norte de Arabia.
Según algunas hipótesis basadas en relatos de historiadores musulmanes medievales, en el III milenio a. C., los semitas del sur de la península arábiga se unieron bajo el liderazgo de Qahtan. Los Qahtanitas (las tradiciones árabes dicen que fueron los árabes originales) comenzaron a construir presas y canales de tierra en el área de Marib, en el desierto de Sayhad, donde más tarde se construiría la Presa de Marib. Una ruta comercial comenzó a florecer a lo largo de las costas del Mar Rojo de Tihama. Este período fue testigo del reinado de la legendaria reina de Saba mencionada en la Biblia y llamada Bilquis o Balkis para los eruditos musulmanes. Al introducirse el alfabeto en el siglo IX a. C., comenzó el período histórico.

## Historia
En la antigüedad, la región de Arabia del Sur se convirtió en un importante corredor comercial para los artículos de lujo de esa zona (incienso y especias) destinados a las grandes civilizaciones de Antiguo Egipto, Mesopotamia y del Mar Mediterráneo. Esto dio origen a varios reinos comerciales preislámicos (entre ellos los evocados por Eratóstenes), a lo largo de una ruta del incienso que se dirigía hacia el noroeste entre las colinas y el borde del desierto.
El reino de Saba nació hacia el siglo XII a. C., y se cree que es la Saba bíblica, además de ser la federación más destacada. Son conocidos por su agricultura eficiente y su extenso sistema de riego, organizado alrededor de una gran presa construida en Marib hacia el 750 a. C. para controlar las repentinas inundaciones estacionales que azotaban el valle.
A comienzos del siglo VII a. C., el rey de Saba conquistó el reino de Awsan, que dominaba Adén y sus alrededores, y llegó a controlar gran parte de Arabia del Sur, estableciendo colonias en las rutas comerciales. La influencia de Saba llegó a las tierras del norte de Etiopía (Tigray) y al sur de Eritrea, donde introdujeron su alfabeto, religión y panteón, así como su estilo de arte y arquitectura, como lo atestiguan el Gran Templo de Yeha y el templo del dios solar Almaqah, cerca de Wukro. Durante siglos controlaron el comercio a través del estrecho Bab el-Mandeb, que separaba la península arábiga del Cuerno de África, y el Mar Rojo del Océano Índico.
En el siglo III a. C., los reinos de Ma’in, Hadramaut y Qataban se independizaron de Saba. Los sabeos recuperaron el control de Ma’in tras el colapso de Qataban en el 50 a. C. Eran de nuevo el poder dominante en Arabia del Sur en el 25 a. C. al llegar la expedición romana de Aelius Gallus a Arabia Felix, aunque estos no lograron conquistar Marib según Dion Casio y Plinio el Viejo.
Poco después se estableció el reino de Himyar, que se alió con el reino de Aksum en Etiopía contra el reino de Saba. En el siglo III, se consolidó el dominio de Himyar sobre la mayoría del territorio de Arabia del Sur, al conquistar Saba, Hadramaut, Naŷrán y Tihama. Himyar rechazó el politeísmo y se adhirió al Rahmanismo monoteísta.
Durante el siglo V, Himyar sufrió conflictos internos religiosos entre los cristianos y los judíos. Los cristianos yemenitas, ayudados por Aksum y Bizancio, atacaron a los judíos y quemaron varias sinagogas en todo el país. El rey judío himyarita Yusuf Dhu Nuwas vengó a su pueblo con gran crueldad, en las ciudades de Moca y de Naŷrán. El emperador bizantino Justino I pidió al rey aksumita que "atacara al abominable Hebreo". Yusuf Dhu Nuwas fue derrotado en el 525 y se instaló un rey cliente cristiano en el trono himyarita, pero este fue destronado en el 531 d. C. por el guerrero Abraha, que se declaró rey independiente de Himyar, aunque vasallo de Aksum. Bajo su gobierno hubo una gran autonomía en el país, excepto en Adén y Saná.
En su apogeo, los reinos de Saba e Himyar llegaron a abarcar casi todo el Yemen histórico.
Abraha murió alrededor del 560 d. C., y en el 570 el Imperio sasánida se anexó Adén y luego el resto de Arabia del Sur. Esta era supuso el colapso de la antigua civilización en esta región, hasta la llegada del Islam en el 630.

### Reino de Saba (1200 a.C. – 275 d.C.)
Inicialmente, los sabeos fueron una tribu en el borde del desierto de Sayhad, que a principios del I milenio a. C. lograron unir a otras tribus del sur de Arabia, y cuyo jefe tomó el título romanizado de Mukarrib o “federador”. La fecha de fundación del Reino de Saba es discutida entre los estudiosos: Kenneth Kitchen lo fecha entre el 1200 a. C. y el 275 d. C., cuando fue conquistado por sus vecinos de Himyar, mientras que I. Finkelstein y N.A. Silberman lo sitúan a partir del siglo VIII a. C.
El reino estaba ubicado en la actual provincia de Asir en el suroeste de Arabia Saudita, y según la tradición árabe, el hijo mayor de Noé, Sem, fundó la ciudad de Marib, su capital (cerca de la actual Saná),  en los bordes del desierto interior, a la salida de un valle que drena las aguas de una gran cuenca montañosa. Otra ciudad importante fue Sirwah. El reino es conocido sobre todo por la visita de la reina de Saba (Makeda para los etíopes y Bilqis en la tradición islámica) al rey Salomón en el siglo X a. C., de tal manera que unos pocos estudiosos sitúan el reino en la actual Somalia.
En su apogeo, el reino de Saba era conocido por la riqueza derivada del dominio del comercio en la ruta del incienso entre las civilizaciones de Asia y las civilizaciones del Mediterráneo, sobre todo con las plantas aromáticas como el olíbano y la mirra, o el café de la región etíope de Kefa. El desarrollo urbanístico de Saba se basó en su red de canales y presas que permitían el abastecimiento de agua y la irrigación de los campos, y que fortaleció la fertilidad del sur peninsular.
Desde el punto de vista arqueológico y epigráfico es el reino mejor conocido, por las excavaciones de Sirwah y Marib, y los miles de inscripciones encontradas, que cubren del siglo VIII a. C. hasta el siglo VI
- Los sabeos y la reina de Saba en los textos religiosos antiguos.

Según el relato bíblico, la reina de Saba se dirigió a Jerusalén para experimentar la sabiduría del rey Salomón (965-931 a. C.), aportándole un riquísimo regalo (120 talentos de oro), reflejo de la riqueza legendaria de la monarquía sabea.

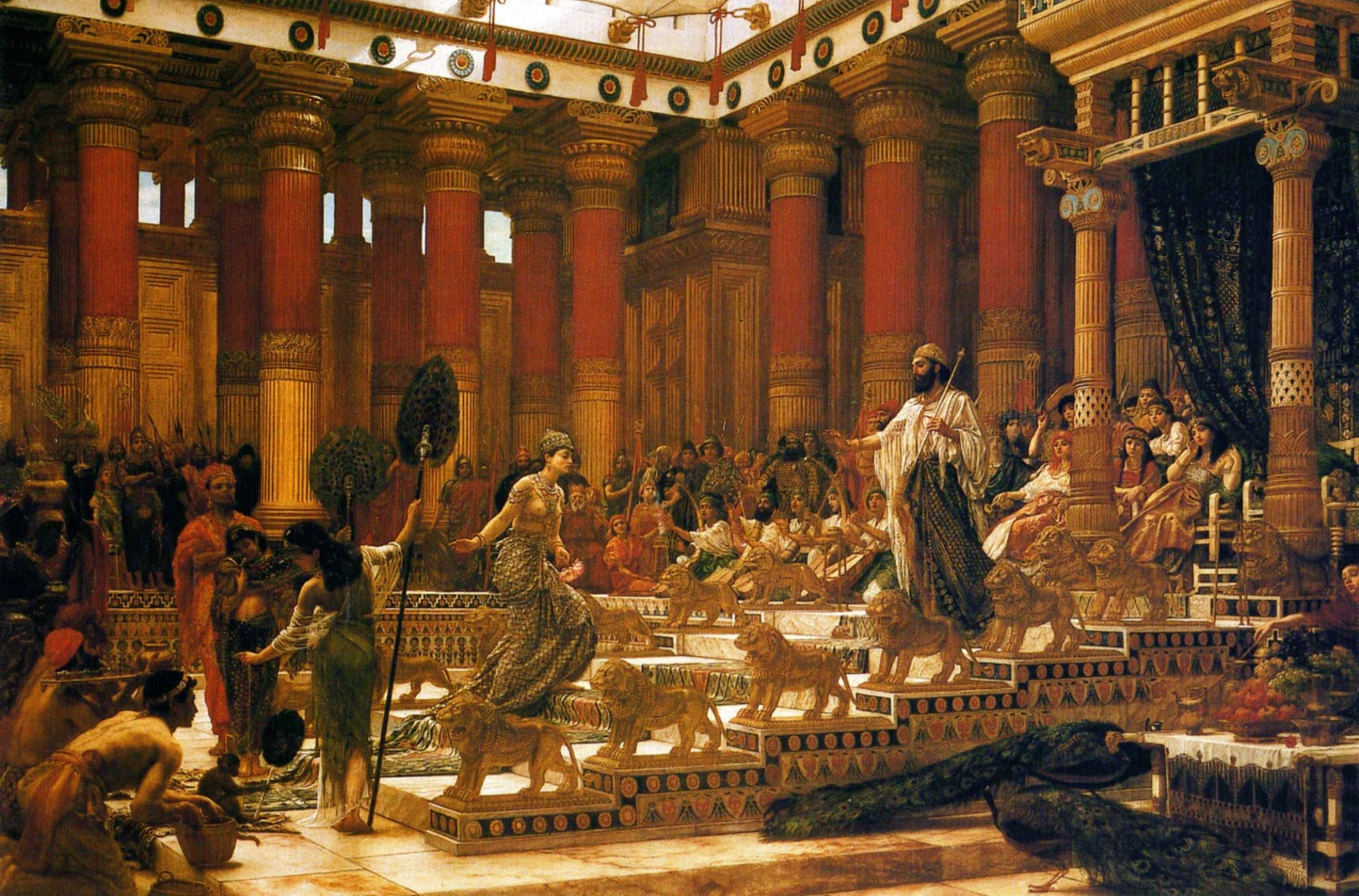
"Visita de la Reina de Saba al Rey Salomón" de Edward Pointer, 1890

Este relato aparece en el Libro de los Reyes 10:1-13 y en II Crónicas 9:1-12, así como en el Targum Sheni arameo, una traducción armenia del Libro de Ester, con una versión muy embellecida de la visita, versión que fue retomada posteriormente en el Corán sura 27:15-44. También aparece en el Kebra Nagast etíope, que sitúa a Saba en Etiopía y no en Arabia del Sur, y que añade que Salomón sedujo a la reina, que luego tuvo un hijo que transportará más tarde el Arca de la Alianza de Jerusalén a Etiopía.
Otras menciones a Saba se encuentran en libros del Antiguo Testamento (Job 1:13-15 donde se menciona que los sabeos mataron el ganado y los sirvientes de Job; Isaías 45:14 donde se les menciona como altos de estatura; y Joel 3:4-8 donde habla de vender los hijos de Filistea a los sabeos), del Nuevo Testamento (Mateo 12:42, y Lucas 11:31, donde se habla de la Reina del Sur en ambos casos) y en el Corán (Sura 34:15-17, que habla de la inundación por la destrucción de la Presa de Marib).
Respecto a la frase Qawm Tubba’ (Pueblo de Tubba') que aparece en las Suras 44:37 y 50: 12-14, Tubba’ era el título dado tanto a los reyes de Saba como a los reyes de Himyar.
- La ascensión de Saba.

Arabia del Sur conoció cambios importantes al final del II milenio a. C., con el paso de la Edad del Bronce a la Edad del Hierro: introducción de la escritura alfabética, aparición de villas dotadas de recintos defensivos y emergencia de una nueva organización social y política que dio origen a los reinos sudarábigos. Saba apareció al mismo tiempo que otras ciudades-Estado, pero a partir del siglo VIII a. C. pudo imponer su hegemonía política y cultural por las conquistas militares o las alianzas. La primera referencia al reino de Saba la encontramos en ciertas inscripciones asirias hacia el 750 a. C.
Los reyes sabeos encargaron grandes proyectos de construcción en sus ciudades (Marib y Sirwah) y presas para mejorar la agricultura. En las ciudades había templos de piedra dentro o fuera de los muros, estos últimos para los mercaderes y tribus nómadas. Parece que el rey era un gran sumo sacerdote y habría presidido las fiestas religiosas, y supervisado el funcionamiento del templo.

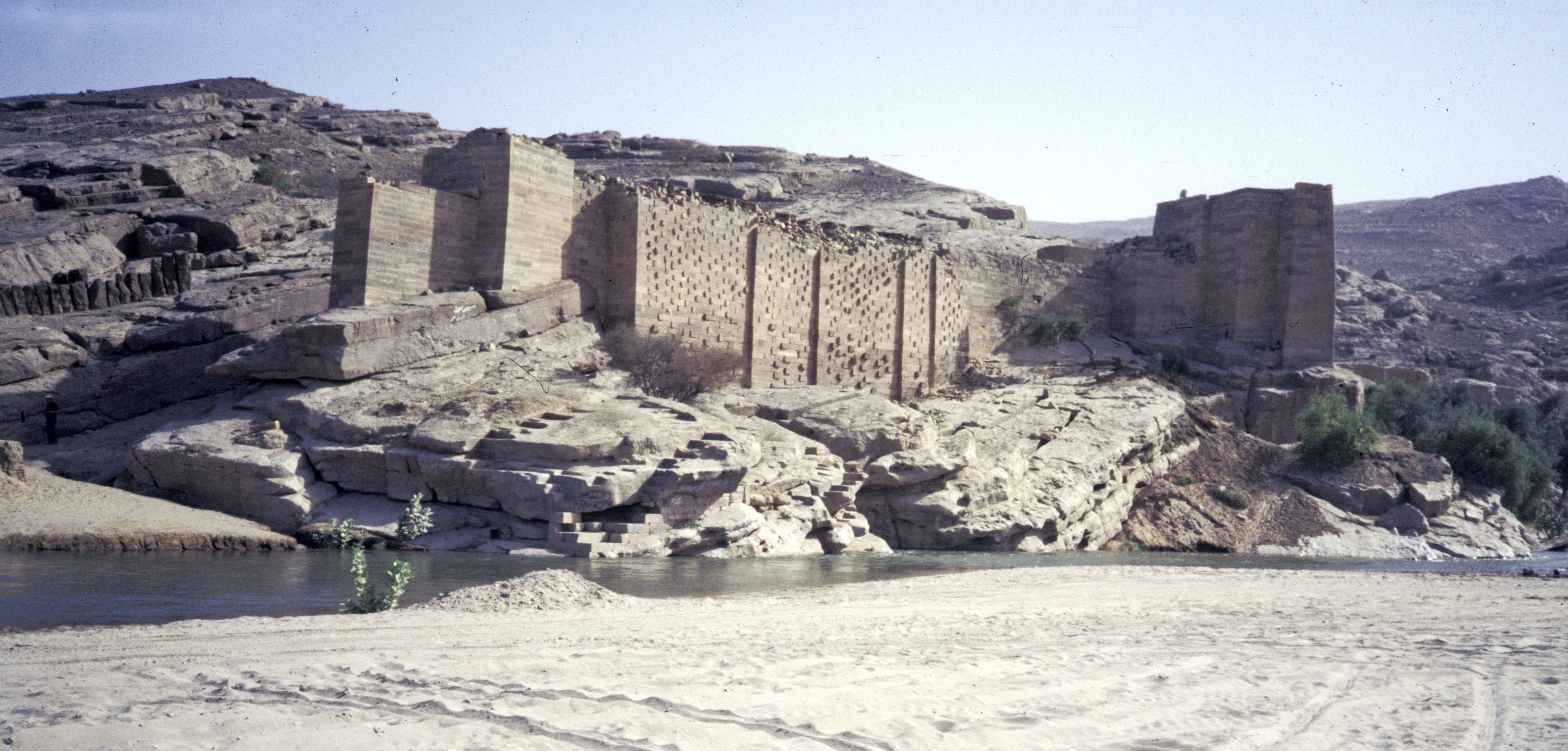
Ruinas de la Gran Presa de Marib (1988). Siglo VIII a. C.

El más célebre de sus proyectos fue la Presa de Marib, la presa más antigua conocida en el mundo y considerada una de las más grandes obras de ingeniería de la antigüedad. Algunos restos arqueológicos sugieren que una primera presa se construyó hacia el 1750 a. C., pero la Gran Presa de Marib fue construida durante el reinado del mukarrib sabeo Yatha’Amar Watta (760-740 a. C.). La Presa controlaba el barranco montañoso de Uadi Adhanah que se inundaba durante la estación de lluvias, y la presa permitía controlar y desviar el agua hacia las tierras del valle, proporcionando riego a unos 100 km² de tierra. Era una presa de tierra y piedra compactada de unos 580 m de largo y 4 metros de altura, que llegó a elevarse a 7 metros hacia el 500 a. C. y 14 metros durante el reinado de Himyar. La irrigación de estas tierras fue tan exitosa, que Saba fue descrita como un "país verde" por historiadores antiguos y Arabia Felix por los romanos. La presa estuvo en pie hasta el 575 d. C. en que la presa de Marib se rompió y Saba se inundó. La destrucción final de la presa está recogida en el Corán, que lo presenta como un castigo de Dios. Una explicación más racional de esta rotura sería su edad y la falta de mantenimiento, aunque las leyendas seculares pretenden que se debería a las ratas que debilitaron los soportes de la presa royéndoles. El fallo del sistema de riego originó el abandono de hasta 50.000 personas de las villas y ciudades para no morirse de hambre.
El reino de Saba basó su subsistencia en la agricultura y la cría de animales. La irrigación de los campos permitía cosechas abundantes dos veces al año.  Los cultivos eran dátiles, cebada, uvas, mijo, trigo y diversos frutos. El vino obtenido prensado a partir de las uvas era para consumo local y exportación. Pero el cultivo más importante era el de los árboles de incienso y mirra, que hacían la riqueza del reino.
- Conquistas militares y alianzas.

En el siglo VIII a. C., el mukarrib Yatha’Amar Watta logró unir Qataban y algunas áreas de Al-Jawf a Saba. Estableció alianzas con Qarna, que se convirtió luego en capital del reino de Ma’in, y con Nashshan en al-Jawf. El soberano sabeo Yatha’Amar Watta dejó una inscripción en Sirwah que atestigua el deseo de controlar toda Arabia del Sur.
Hubo 31 makarribs entre el reino de Yatha’Amar Watta y el más grande de los monarcas sabeos, Karib’il Watar I (689-681 a. C.), que destruyó el reino de Awsan, invadió Ma’in, y logró reinar desde Naŷrán, en el sur de la actual Arabia Saudita, hasta el estrecho de Bab el-Mandeb en el Mar Rojo. Este fue el primer soberano  que utilizó el título de Malik (traducido como “rey”). Karib recibió el epíteto de “El que destruye los edificios” o “El que ejecuta la voluntad de El” (el dios Almaqah), tras las campañas contra Awsan y Ma’in, haber masacrado las tribus nómadas y establecido las fronteras de Saba.
Una violenta guerra estalló en el siglo VI a. C. con victoria de Qataban, que eclipsó a Saba. Más tarde, con la decadencia progresiva de Qataban, Saba retomó su influencia en el siglo II a. C. e impuso poco a poco su poder. El reino de Ma’in desapareció hacia el 120 a. C. y se convirtió en vasallo de Saba. Además se apoderó de las regiones de Nashshan, Nashq y Manhiyat en Al-Jawf.
- Influencia cultural de Saba.

Entre el siglo VIII y el siglo III d. C., el reino de Saba mantuvo una posición de líder cultural de los reinos de Arabia del Sur, todos involucrados en el lucrativo comercio de especias. La cultura sabea quedó representada por una lengua semítica propia, su panteón de dioses y su calendario. Hasta el siglo III d. C., en esta región se hablaron cinco lenguas diferentes (Sabeo, Mineo, Qatabanita, Hadramita y el Árabe antiguo), pero hubo una escritura común, el sabeo.
A destacar que muchos de los idiomas hablados en el Cuerno de África actualmente, incluidos el amárico y el tigriña, continúan utilizando una escritura derivada de la utilizada por los sabeos.
- Decadencia y caída de Saba.

Varios factores causaron la decadencia del reino al final del I milenio a. C. El reino de Saba fue conquistado en el siglo I a. C. por Hadramaut, pero reapareció a principios del siglo II como Reino de Saba Medio. Finalmente, Saba fue conquistado por los himyaritas en el 275 d. C.
La decadencia de Saba comenzó con la decisión de la dinastía ptolemaica de Egipto de privilegiar las rutas marítimas para el comercio en detrimento de las terrestres. Egipto decidió suprimir intermediarios, y tratar directamente con la ciudad costera de Qana (actualmente Bi'r Ali), para lo que bastaba una barcaza egipcia que descendía por el Mar Rojo, rodeaba la costa sur de Arabia y llegaba a Qana para comerciar con los mercaderes de Extremo Oriente, sin la intervención de Saba. Bajo el reinado de Ptolomeo II Filadelfo (285-246 a. C.), se fundaron colonias egipcias en la costa del Mar Rojo, que podían comerciar fácilmente con Qataban, Hadramaut y Qana. Así comenzó la decadencia de la ruta del incienso que había hecho la riqueza de Saba.
El final de Saba fue una conquista militar. Los himyaritas de la región de Raydan en la península arábiga aumentaron progresivamente su poder, quizás por el comercio: hacia el 200 a. C. conquistaron Qataban, hacia el 275 a. C. conquistaron Saba y hacia el 300 a. C. Hadramaut. Los monarcas himyaritas tomaron el título de "rey de Saba y de Raydan".

### Reino de Hadramaut (800 a.C. – 300 d.C.)
Hadramaut fue un antiguo estado en el sur de la península arábiga, fronterizo con el desierto de Rub al-Jali, que se extendía desde el mar Arábigo hasta el golfo de Adén, sobre las tierras del este del Yemen y hasta los bordes de la región de Dhofar en Omán. Encontramos una gran meseta escarpada a una altitud media de 1370 m, rodeada de una red de uadis (barrancos) profundos, con cursos de agua estacionales, que deja una estrecha banda costera árida, aislada del resto de la península arábiga por el desierto. Su lengua era el árabe hadramita.
- Etimología del nombre Hadramaut.

El origen del nombre no se conoce con exactitud, y existen diferentes teorías:
- Apodo de Ben Amar Qahtan, que significa "la muerte ha llegado" que viene de /ḥaḍara/ (en árabe "ha llegado") y /maut/ ("muerte"), ya que siempre había muchos muertos tras sus batallas.
- En esta tierra murió el profeta del Islam Salé exiliado en Hadramaut con sus seguidores, tras la destrucción del pueblo de los Zamudíes.
- Nombre ligado al Hazarmaveth bíblico (Génesis 10:26[70] y 1 Crónicas 1:20[71]), uno de los hijos de Joctán, el supuesto antepasado de los reinos del sur de Arabia, cuyo nombre significa "tribunal de la muerte".
- Nombre derivado del griego υδρευματα (hydreumata), las estaciones de riego amuralladas en los uadis. Un hydreuma es un pozo de agua hecho por el hombre, habitado, cuidado y fortificado a lo largo de un itinerario de caravanas de la Ruta del incienso.

Es muy probable que el nombre de Hadramaut tenga un origen semítico. Se ha propuesto que la lectura correcta del nombre debe ser "lugar de hdrm", que significaría "el lugar verde", lo que sería coherente con sus uadis bien regados, cuya exuberancia contrasta con la meseta desértica circundante.
- Historia de Hadramaut.

Los textos griegos, latinos, sabeos y hadramáticos conservan los nombres de muchos reyes de Hadramaut, pero no hay todavía una cronología definitiva de sus reinados. Su capital era Shabwa, hacia el noroeste del reino, en la ruta del incienso.

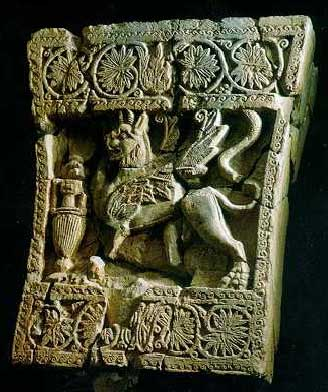
Capitel decorado de un pilar del palacio real de Shabwa. (Museo Nacional de Aden)

Fue un importante centro de culto. Su religión inicial era el politeísmo del sur de Arabia, en torno a una divinidad "dionisiaca de la vegetación", similar al Heracles griego, y con la adoración del dios lunar babilónico Sin. En el siglo VI, se siguió el culto monoteísta de Rahmán.
Las primeras inscripciones conocidas de Hadramaut datan del siglo VIII a. C. La primera mención está en una inscripción antigua sabea del rey Kareb’il Wattar I del siglo VII a. C., en la que se menciona a Yada’il, rey de Hadramaut, como uno de sus aliados. En el siglo IV a. C., Hadramaut aparece como un reino confederado de Ma’in que había tomado el control de la ruta del incienso. Luego se independizó y fue invadido por el pujante reino de Himyar a finales del siglo I a. C., aunque pudo repeler el ataque.
Hadramaut se anexionó Qataban en la segunda mitad del siglo II, logrando su mayor extensión. En esta época estuvo en guerra con Himyar y Saba. El rey de Saba, Sha’irum Awtar, llegó a tomar su capital, Shabwah, en el 225 d. C. Una inscripción del templo de Awwam en Marib, relata en detalle la toma del castillo real, llamado Shaqir, por los sabeos que hicieron prisionero al rey lli’azz Yalut de Hadramaut, y prendieron fuego a la ciudad. La datación por radiocarbono ha permitido confirmar este relato.
Los hadramitas son también conocidos por haber fortificado Libna (Qalat moderna) contra Himyar. El reino de Hadramaut tuvo acceso al puerto de Qana, donde se dotó de una flota, y conquistó la isla de Suqutra (Socotra), 400 km al sur, para reforzar sus rutas marítimas.
Durante este período, el reino de Aksum comenzó a intervenir en los asuntos del sur de Arabia. El rey GDRT de Aksum envió tropas bajo el mando de su hijo BYGT desde la costa occidental para ocupar Thifar, la capital de Himyar, así como desde la costa sur contra Hadramaut, en tanto que aliados de Saba.
El reino de Hadramaut fue conquistado por Shammar Yuhar’ish, rey de Himyar, alrededor del año 300 d. C., unificando todos los reinos de Arabia del Sur.
- Shabwa.

Las excavaciones realizadas entre 1975 y 2010 en Shabwa, capital del reino de Hadramaut, han permitido conocer ciertas características de las ciudades y modo de vida en la antigua Arabia del Sur: casas y templos dispuestos sin orden aparente que terminan por delimitar los espacios residuales de paso.
En el siglo VII a. C. se construyó una muralla de piedra de 4000 metros alrededor de la ciudad, con una forma trapezoidal, y tres puertas de acceso. En su interior hay una ciudadela de 40x25 m, y los restos de unos 140 edificios con una estructura similar y cimientos de piedra, con restos de destrucción por el fuego, erosión y saqueos. También hay restos de un imponente monumento en el eje principal de la ciudad, que debía soportar una estatua colosal en su terraza superior, hecha de placas de bronce montadas sobre una osamenta interna de madera, y una terraza inferior con estatuas de animales de tamaño natural.
Hay trazas de escaleras por lo que las casas-torre tenían al menos un piso, e incluso tres en el caso del “castillo real”, Shaqir. Este edificio fue quemado en la toma de la ciudad en 225-230 d. C. Posteriormente, los soberanos de Hadramaut Yada’il Bayyan y Lliriyam Yadum se reinstalaron en el castillo (según una inscripción de al-‘Uqla), que hicieron reconstruir, para afirmar su soberanía. A finales del siglo IV o V, el castillo fue destruido definitivamente por un incendio.
Los edificios de la ciudad tenían zócalos de piedra y armadura de madera, y una función claramente defensiva (véase planta baja ciega sin casi ventanas y rol de las terrazas superiores). Las casas rurales estaban hechas de ladrillos no cocidos, con un suelo de tierra o adobe.
La necrópolis está lejos del centro urbano, en las laderas de las colinas orientales. Se han encontrado una treintena de tumbas trogloditas (simples cavernas), típicas de Hadramaut, ya que en Saba y Qataban las tumbas tienen forma de torres, pero no hay restos materiales por haber sido saqueadas.

### Reino de Awsan (800 a.C. – 600 a.C.)
Awsan fue un antiguo reino en el sur de Arabia, en el actual Yemen, con su capital en Hagar Yahirr. 
- Hagar Yahirr.

Su capital, Hagar Yahirr, de una superficie estimada de 13 a 16 hectáreas, estaba situada al norte del Uadi Markha y al sur del Uadi Bayhan. Su estructura era como la de otras capitales de Arabia del Sur, como Marib, Timna y Shabwa, todas situadas en la desembocadura de un uadi de una cierta importancia. Sólo queda un montículo artificial (tell), llamada localmente Agar Asfal, a 990 m de altitud. La ciudad estaba protegida por una muralla de 3 a 4 m de alto, realizada de ladrillos sin cocer, de unos 2,70 m de espesor, y construida entre el siglo IX-siglo VIII a. C.

Inscripción qatabanita de Uadi Bayhan

Hagar Yahirr fue el centro de un aglomerado excepcionalmente importante para la Arabia meridional, influenciado por la cultura helenística, con santuarios y una estructura palacial rodeada de viviendas de adobe, con un área destinada al mercado y un caravasar para camellos.
- Historia.

El período más importante de este reino se situó entre el siglo VIII y el siglo VII a. C. Parece que Hagar Yahirr fue destruida en el siglo VII a. C. por Karib'il Watar I, rey (mukarrib) del reino de Saba, según un texto sabeo que habla de la victoria sobre una entidad estatal de gran relevancia. Teniendo en cuenta los datos de arquitectura o cerámica adquiridos en superficie, parece que el sitio no volvió a ser ocupado después de los siglos VI-V a. C.
Una segunda fase de actividad de Awsan (descubierta en los años noventa por M. Saad Ayoub) se situó entre finales del siglo II a. C. y el siglo I, en que terminó absorbido por el reino de Qataban. Su capital debió situarse en un emplazamiento, hoy desconocido. Esta fase está atestiguada por unas estatuas de reyes cuya procedencia es desconocida. Al final de este período encontramos datos epigráficos del único rey deificado en Arabia del Sur, Yasuduq'il Far'a Sharah'at. Una estatuilla con su retrato le representa vestido a la moda griega, en vez de a la moda árabe como sus predecesores, y con un bigote de estilo parto. Todo ello acompañado de inscripciones de Awsan en escritura qatabanita.
La agricultura dependía de la irrigación por canalización, posibilitada por las precipitaciones anuales de primavera y verano, cuando la crecida del nivel del agua de los uadis permitía la inundación temporal de los campos de cultivo, depositando un estrato de limo que, aunque fuera erosionado por el viento, fertilizaba el suelo. La datación por radiocarbono de los sedimentos del área sugiere la hipótesis de que la irrigación fue abandonada en el siglo I, lo que provocó la dispersión de la población.

### Reino de Qataban (1000 a.C. – 175 d.C.)
Qataban fue unos de los antiguos reinos de Arabia del Sur, en el actual Yemen, que existió desde principios del I milenio a. C. hasta el siglo II, ubicado en el valle de Beihan, que luego se extendió hacia la región de Awsan. Los primeros asentamientos son del siglo XI o siglo IX a. C., y el nuevo Estado se estructuró alrededor de Timna entrel siglo VII y siglo VI a. C. Llegó a estar gobernado por dos reyes conjuntos.
Su capital, Timna, estaba situada en la ruta comercial que la unía a los otros reinos de Saba, Hadramaut y Ma’in. Su economía se basaba en la agricultura, y su riqueza en la producción de mirra, que se vendía a los comerciantes mineos, que lo enviaban al norte por la ruta del incienso hacia los países del Creciente Fértil y del Mediterráneo. También recibía ingresos de los tránsitos de caravanas que venían del sur de Asia. El siglo IV a. C. fue un período de apogeo artístico de la región, y en el siglo II a. C. se acuñó su propia moneda con el nombre de “Harib”.
La deidad mayor de Qataban era Anbay, a quien se invocaba junto con el dios lunar Amm en los contratos. Según Plinio el Viejo, había 65 templos en Timna.
- Ascensión del reino de Qataban

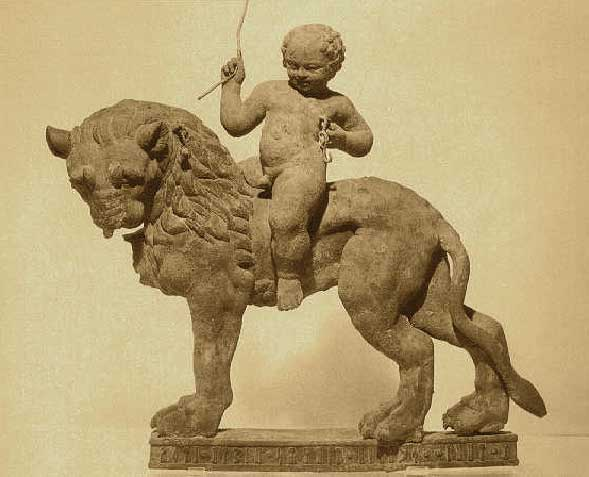
León de bronce con jinete, de Qataban del 75-50 a. C.

A finales del siglo VIII a. C., Qataban fue conquistado por Yitha’Amar Watar I, rey de Saba. Poco después cayó bajo el dominio del rey de Awsan, para ser luego reconquistado por el reino de Saba, y convertirse de nuevo en su vasallo. A finales del siglo VII a. C., Qataban y Hadramaut aparecen como aliados del rey Karib’il Watar de Saba, pero  el rey qatabanita Yad’’ab se enfrentó a Saba y perdió, por lo que Qataban quedó bajo el control de Saba durante el siglo VI a. C. En el siglo IV a. C., el rey Yada’ib Yigal de Qataban logró deshacerse del dominio de Saba, probablemente en alianza con Ma’in y Hadramaut. Se han encontrado inscripciones qatabanitas en antiguas áreas de Saba.
Con su política expansionista, Qataban conquistó territorios hasta el estrecho de Bab el-Mandeb, y desafió la supremacía de Saba en el sur de Arabia a partir de ese momento. En el siglo III a. C., con la conquista de Hadramaut por Yada’ib Dhubyan Yuhan’im (220-205 a. C.) y la victoria sobre la tribu Amir, Qataban llegó al punto más alto de su poder. Eratóstenes nos habla de sus tierras sin mencionar a Saba, lo que muestra su posición dominante en Arabia del Sur, e indica que Qataban producía mirra y Hadramaut incienso. Los reyes de Qataban adoptaron el título de mukarrib, utilizado por las potencias hegemónicas en el sur de Arabia, hegemonía que duró hasta el 110 a. C.
- Decadencia

El declive del comercio en la Ruta del incienso en el siglo III a. C. por la decisión egipcia de privilegiar las rutas marítimas, tuvo un impacto fuerte en la decadencia de Qataban.
Su imperio se deshace poco a poco, y sus soberanos renuncian al título de mukarrib. En el 110 a. C. Qataban perdió parte de su territorio al separarse la confederación tribal de los Himyaritas para formar el reino de Himyar y Dhu Raydan. La ciudad de Timna fue destruida por un fuego, y la capital  fue transferida a Dhu Ghayl (Hajar ibn Humayd). Posteriormente, sus territorios fueron anexados y divididos entre Himyar y Hadramaut hacia el 175 d. C., lo que supuso la desaparición de Qataban.

### Reino de Ma'in (800 a.C. – 150 a.C.)
El reino de Ma’in fue uno de los principales reinos de la Arabia del suroeste, que se remonta al siglo XII a. C. (cronología larga) o siglo VIII a. C. (cronología corta), y hasta el 150 a. C. El reino se extendía a lo largo de la franja desértica denominada por los geógrafos árabes Sayhad. Su capital era la ciudad de Qarnawu.
- Ascenso y apogeo del reino de Ma’in.

No sabemos mucho sobre este reino antes del siglo VIII a. C. En ese siglo, la tribu de Ma’in debió asentarse en la ciudad de Qarnawu, y eligieron un rey de alguna familia influyente, que estableció alianzas con otros reinos como Saba o Nashshan. Su cultura era la del Jawf: lengua y escritura, arte y arquitectura, instituciones sociales y políticas, creencias y prácticas religiosas. En esta época, Ma’in era independiente y extendió su influencia a otros territorios cercanos. Las inscripciones de la ciudad-estado de Haram en esta época, exhiben rasgos lingüísticos mineos, junto a la influencia sabea.

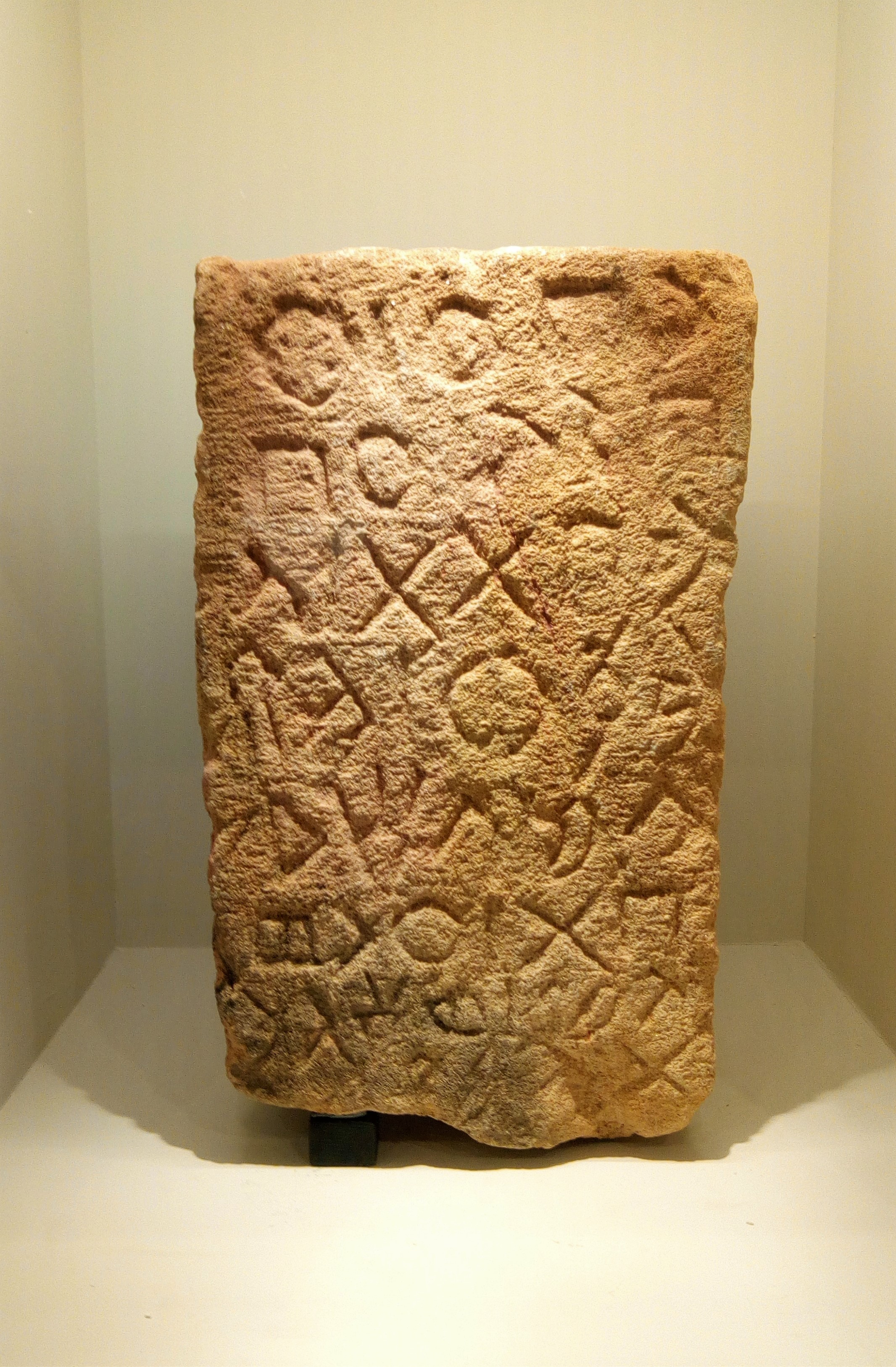
Estela inscrita en idioma mineo

En el siglo VII a. C., favorecido por sus buenas relaciones con Saba, y por la derrota de Nashshan por Saba, Ma’in creció en riqueza y estabilidad, extendiendo su hegemonía sobre otros territorios cercanos, incluida la ciudad sabea de Yathill (actual Baraqish), que se convirtió en minea. El paso de ciudad-Estado a reino se realizó a finales del siglo VII a. C. al confederarse las tribus de Ma’in y Yathill. Entre finales del VII y comienzos del siglo VI a. C., la alianza con Saba se disolvió. La confederación de tribus se alió con otros reinos de Arabia del Sur, lo que les permitió dominar el comercio de la ruta del incienso, en detrimento de Saba, como se ve en los textos de ataques sabeos a las caravanas mineas.
La ciudad de Nashshan perteneció a Ma’in durante un par de siglos (fin siglo VI y siglo V a. C.), pero no es el caso de otras ciudades del Jawf. Hay evidencias de alianzas económicas con los reinos de Qataban y Hadramaut para explotar la riqueza de la ruta del incienso.
Los mineos se convirtieron en los embajadores de Arabia del Sur en el comercio internacional de la ruta del incienso. Sus caravanas llegaban a Egipto, Palestina, Fenicia, Mesopotamia y Grecia. Hasta el siglo IV a. C. los sabeos y los mineos intentaron llegar a un compromiso en la gestión de este comercio.
Durante el siglo IV a. C., tanto Ma’in como Hadramaut estuvieron gobernados por la misma familia, una estrecha relación que se rompió probablemente en la segunda mitad de ese siglo.
La época dorada del reino se situó en el siglo III a. C. (Hermann von Wissmann la sitúa hacia el 360 a. C., mientras Kenneth Kitchen la fecha entre el 190 y 175 a. C.) cuando extendió su influencia a lo largo de la ruta del incienso gracias a la conquista de Naŷrán, ‘Asir e Hiyaz. El dominio mineo llegó hasta Dedan (actual Al-Ula en Arabia Saudita), en época del rey Waqah’il Sadiq I. Al expansionar Ma’in hasta el Mar Rojo, pudieron realizar comercio marítimo, y se ha detectado presencia de comerciantes mineos en el mar Egeo.
- Decadencia del reino de Ma’in.

La apertura de rutas marítimas desde el siglo III a. C., situaciones de sequía y el ascenso de otros reinos de la región, debilitaron al reino de Ma’in. A finales del siglo II a. C. estaba bajo dominio de Qataban, pero al colapsar el imperio de estos, también cayó el reino de Ma’in. Sus tierras estaban bajo el dominio de Saba durante la campaña militar del general romano Aelius Gallus en la región en 25/24 a. C.
- Comercio.

Los mineos fueron los mercaderes más activos y aventureros entre todos los pueblos antiguos de Arabia del Sur y tuvieron colonias en los reinos sudarábigos, en Egipto y en Ctesifonte, Mesopotamia.
Los mineos, como otros pueblos de Arabia del Sur, se beneficiaron del comercio lucrativo de especias, especialmente de la mirra y el incienso. Los mineos dominaron la ruta del incienso desde el siglo VII a. C., ya que se convirtió en el centro de distribución de las mercancías que venían de los reinos costeros. Las inscripciones encontradas en Qarnawu mencionan importantes estaciones de caravanas en la ruta comercial, incluidas Yathrib (Medina) y Gaza; también hay un breve relato de cómo la guerra entre egipcios y sirios interrumpió el comercio durante un tiempo.
- Estructura social.

Los mineos tenían una estructura social diferente de otros árabes de Arabia del Sur. El reino tenía poco poder militar y las inscripciones mineas jamás celebran gestas militares. El rey y un consejo de ancianos elaboraban las leyes, y representaban al sacerdocio y a las familias de clase social alta. El rey tenía poderes limitados: no podía acuñar moneda o hacer construir murallas en las ciudades, que eran una prerrogativa de las grandes familias. No tenía palacio real, símbolo de poder y legitimidad, contrariamente a otros reinos de Arabia del Sur. Ma’in se parecía más bien a una república mercader.
Los mineos tenían una lengua única, así como un panteón e instituciones específicas, propios del Jawf, pero el resto cultural (escritura, arquitectura, decoración) provenía de los Sabeos. La lengua minea o madhabic se habló en esta región del Jawf desde el siglo XII a. C. Los textos en esta lengua fueron mineos o de otras comunidades del uadi Madhab (Nashshan, Haram,…). Esta lengua desapareció hacia el año 100 d. C.

### Reino de Himyar (110 a.C. – 525 d.C.)
Himyar fue un antiguo Estado de la parte meridional de la península arábiga, con su capital en Zafar (cerca de la actual Saná). Las ruinas de Zafar cubren 120 hectáreas en la montaña Mudawwar, 10 km al noroeste de la ciudad de Yarim.
En el 110 a. C. se independizó de Qataban y para el siglo III había conquistado los reinos de Saba, Qataban y Hadramaut, controlando el Mar Rojo y las costas del Golfo de Adén. Himyar llegó a extender su dominio hasta el este del Golfo Pérsico y hasta el desierto de Arabia en el norte, y perduró hasta caer finalmente ante los invasores del reino de Aksum en el 525 d. C. A sus habitantes se les conoce en las fuentes griegas y romanas como Homeritas.
- Período Temprano (110 a.C. – 300 d.C.) El Reino de Himyar.

Himyar, cuya base era la tribu Dhu Raydan, estuvo integrado en Qataban desde el siglo V a. C. Ante la decadencia de Qataban, en el 110 a. C., Himyar proclamó su secesión y se alzó en pocos siglos como su sucesor. En el siglo I a. C., Himyar conquistó los reinos de Saba y Qataban, y estableció su capital en Zafar. Se alió con el reino de Zafar, y fundó pequeñas colonias en Eritrea en el 45 d. C., para controlar las rutas de aprovisionamiento comerciales. A principios del siglo II, Saba y Qataban se separaron de Himyar, aunque en pocas décadas, Qataban fue conquistada por Hadramaut.
Durante el siglo III, el rey GDRT de Aksum empezó a interferir en los asuntos de Arabia del Sur, se alió con los otros reinos y capturó Zafar, la capital de Himyar, que pasó a ser controlada por su hijo BYGT. Más tarde, Himyar se alió con Saba y pudo expulsar a los aksumitas hacia Tihama, en la costa.
A finales del siglo III, Himyar conquistó de nuevo Saba en el 280, y a poco después el reino de Hadramaut. Con los reinados de Yasir Yuhan’im (r. 265-287) y Shammar Yuhar’ish (r. 286-311) se consiguió una:
- unificación política: sus gobernantes se llamaron "reyes de Saba, de Himyar, de Hadramaut y de Yamnat (el sur)",
- unificación lingüística: utilización sólo del sabeo en los documentos escritos,
- unificación institucional: adopción del calendario himyarita, que comenzó en el equinoccio de primavera del 110 a. C., y
- unificación religiosa: inicialmente politeísta, y luego adopción del judaísmo como religión estatal hacia el 380 d. C.

Todo esto supuso la unificación de la totalidad de la Arabia meridional.
- El Imperio Himyarita. Monarquía Judía.

El Imperio Himyarita dominó el Yemen del 275 al 571 d. C., período entrecortado por la invasión etíope del reino de Aksum, y por las guerras religiosas entre judíos y cristianos. El imperio se extendió durante el siglo V por las expediciones de Abu Kariba As’ad y su hijo Hassan Yuhanim por todo el Arabia central, fundando un principado para controlar la zona, confiado a un príncipe de Kinda.
Los reyes himyaritas debieron abandonar el politeísmo y se convirtieron al judaísmo hacia el 380 d. C. Se cree que el rey himyarita Tub’a Abu-Kariba As’ad (r. 380-420), se convirtió tras una expedición militar al norte de Arabia para luchar contra los bizantinos, que querían controlar el comercio de especias y convertirles al cristianismo. Abu-Kariba enfermó en Yathrib (Medina) y fue curado por dos eruditos judíos, que le pidieron la paz. El rey se convirtió al judaísmo con su ejército y forzó a los himyaritas a convertirse también. A partir de esta década, los templos antiguos fueron abandonados y cesaron las dedicatorias a los antiguos dioses, reemplazadas por referencias a Rahmanan, el Señor del Cielo y la Tierra.
En el siglo IV, el rey de Himyar continuó su expansión hasta Hiyaz, Najd y Hasa, en la Arabia Deserta, apoyándose en las tribus árabes de Kinda, Madhhij y Murad. Su estrategia no era mercantil, sino parar conflictos entre tribus en su reino y ofrecerles oportunidades en sus confines. El rey tomó el título de Rey de Saba, de Himyar, de Hadramaut, de Yamnat (el sur) y de los árabes del País Superior y de la Costa. Esta expansión se hizo a expensas de los reyes de Al-Hira, vasallos de los Sasánidas.
Poco después se difundió el cristianismo, que se vio y se le combatió como a una secta. Hacia el 470, durante el reinado de Subahbi’il Yakkaf, tuvo lugar la muerte de Azqir,  misionero cristiano en Naŷrán, ejecutado por haber erigido una capilla con una cruz, lo que se consideró como un martirio a manos judías.
La primera invasión aksumita ocurrió durante el siglo V, provocada por la persecución de los cristianos. La Crónica de Zuqnin medieval dicen que un rey himyarita desconocido incitó a los asesinatos al afirmar: “Esto es porque en los países de los romanos, los cristianos acosan perversamente a los judíos que viven en ellos y matan a muchos de ellos. Por eso estoy matando a estos hombres”.
La guerra religiosa se desarrolló como parte de una guerra civil, lo que supuso la decadencia progresiva del Imperio, y la monarquía judía en Himyar terminó con el reinado de Yusuf Dhu Nuwas.
- Conquista por Aksum.

Una severa sequía en el siglo VI debilitó a Himyar y facilitó su conquista por Aksum en el 525.
Durante el reinado de Marthad’ilan Yanuf (500-515), el reino himyarita empezó a pagar tributo a Aksum. En el 519, el rey aksumita cristiano Kaleb Ella Asbaha, aliado del Imperio romano, apoyó el golpe de Estado en Himyar del cristiano Ma’dikarib Ya’fur (519-522).
Al morir Ma’dikarib a principios de 522, el rey de Aksum coronó a Yusuf As’ar Yath’ar (en arábigo Zur’a dhu Nuwas). Este se rebeló en otoño, masacró a la guarnición aksumita en Zafar, incendió su iglesia y llevó a su ejército a saquear la costa del Mar Rojo enfrente de Abisinia. Tomó el puerto de Mukhawan y la fortaleza de Maddaban que domina el estrecho de Bab el-Mandeb. En esta campaña mató entre 11.500 y 14.000 hombres, y tomó un número similar de prisioneros.
Dhu Nuwas envió un ejército comandado por un príncipe judío en julio 523 contra el oasis de Naŷrán, que no se sometía a él, y lo aisló. Su población era cristiana miafisita en su mayoría, aunque había algunos paganos y judíos. Dhu Nuwas prometió respetar la vida de los disidentes si le declaraban su lealtad, pero no cumplió su palabra y gran cantidad de miafisitas y su líder fueron ejecutados en noviembre 523. Todos ellos fueron declarados santos por los contrarios a los calcedonianos.
El emperador romano Justino I (r. 518-527) utilizó la masacre de cristianos de Naŷrán como una excusa para extender su esfera de influencia en Arabia. La continuación de la guerra se dejó a su aliado el rey de Aksum, Kaleb Ella Asbaha. Su ejército atravesó el Mar Rojo después de Pentecostés 525. Dhu Nuwas murió luchando contra el desembarco del rey de Abisinia, lo que provocó el desorden y derrota del ejército himyarita, y supuso el final definitivo de un Himyar independiente.
- Economía

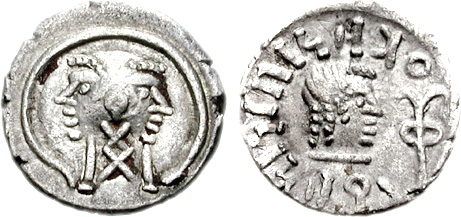
Moneda del rey de Himyar ʿAmdan Bayyin (rey de Saba y Dhu-Raydan,)

La riqueza de Himyar se basaba en la exportación de olíbano y mirra hacia el este de África y el mundo mediterráneo, y la exportación de marfil de África hacia el imperio Romano. El libro Periplo del mar Eritreo (p. 23) del siglo I describe el imperio comercial de Himyar y de su gobernante Charibael (probablemente Karab’il Watar Yuhan’em II), que se dice estaba en términos amistosos con Roma.
Las dificultades económicas aparecieron a partir del siglo IV: la creación de moneda sudarábiga cesó, y el mantenimiento de la agricultura de irrigación se deterioró (la presa de Marib sufrió dos roturas, una en el 360, y otra en el 456).
- Religión

La diosa solar Shams fue probablemente la diosa nacional de Himyar y quizás una diosa ancestral. Otros dioses de su panteón fueron Wadd, Attar, ‘Amm y Almaqah.
Durante la monarquía judía, los reyes de Himyar rechazaron el politeísmo y convirtieron el judaísmo en la política oficial del Estado. Las referencias a los dioses paganos desaparecieron de las inscripciones reales y de los edificios públicos a partir del 380, reemplazados por la deidad Rahman o Rahmanan (el Misericordioso), Señor de los cielos y la tierra o Señor de los judíos, en lengua sabea o hebrea. Las oraciones que invocaban, terminaban a menudo con las palabras hebreas shalom y amén. No hay referencia epigráfica al politeísmo en las 130 inscripciones del período 380-560, aunque puede que estos cultos paganos sobrevivieran discretamente fuera de los círculos de poder.
La adopción del judaísmo por Himyar afectó a las relaciones con el Imperio romano; durante el reinado de Constancio II (337-361), el obispo Teófilo Indiano encabezó una embajada para promover el cristianismo en Himyar, pero fracasó.

### Reino de Aksum (525 d.C. – 570 d.C.)
El reino de Aksum, Axum o Imperio Aksumita, fue un importante Estado del Cuerno de África, al norte de Etiopía y la actual Eritrea, desarrollado alrededor de su capital Aksum a partir del siglo IV a. C., y que alcanzó su apogeo del siglo Ial siglo VI d. C. Tuvo un rol importante en el comercio entre la India y el Mar Mediterráneo, con una ruta marítima entre Egipto y Kerala, pasando por el Mar Rojo y su puerto Adulis. Acuñaron su propia moneda entre el siglo III  y el siglo VII En el siglo VI extendió su imperio sobre Arabia del Sur. En su apogeo, el reino se extendía sobre la Eritrea actual, el norte de Etiopía, Yibuti, Somalia, parte de Sudán, de Egipto y de Arabia del Sur, y fue considerado en esos tiempos por el profeta Mani como una de las cuatro grandes potencias de su época, al lado de Persia, Roma y China.
Según el Libro de Aksum (siglo XV), la primera capital del reino, Mazaber, fue construida por Itiyopis, hijo de Kush, un nieto de Noé. Luego la capital se trasladó a Aksum en el norte de Etiopía. A partir del siglo IV, el reino utilizó también el nombre “Etiopía”. Según la tradición, el reino de Aksum fue el lugar donde presumiblemente reposó el Arca de la Alianza.
Parece que Aksum estuvo influenciado por los sabeos del sur de Arabia durante unas décadas, y su influencia pudo incluir la escritura antigua del sur de Arabia, que se convirtió en la escritura Ge’ez a partir del siglo IV (aunque esta se desarrolló de una manera independiente), y la práctica de la religión semítica antigua, aunque algunos autores creen que se exagera esta influencia.
El Imperio aksumita se convirtió al cristianismo monofisita por el obispo Frumencio en el 330 d. C., bajo el rey Ezana (r.320-360), siendo el tercero del mundo en adoptar oficialmente el cristianismo como religión de Estado, tras Armenia y Georgia, y antes que el Imperio romano.
- Reino de Aksum en Arabia del Sur.

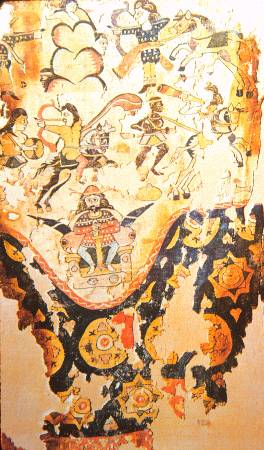
Fresco de la guerra del emperador persa Cosroes I contra Masruq

Tras las matanzas de cristianos en Arabia del Sur por Dhu Nuwas, rey judío de Himyar, el rey cristiano Kaleb de Aksum, alentado por el emperador romano Justino I, invadió y se apoderó del reino de Himyar en el 525, fundó muchas iglesias y estableció una jerarquía eclesiástica, sin modificar la estructura política del Estado, convirtiendo el sur de Arabia en un protectorado etíope. Se instaló en el trono al príncipe himyarita cristiano Sumûyafaʿ Ashwaʿ, que gobernó hasta el 535. Este fue derrocado por el general aksumita Abraha, que se presentó como rey de Himyar y transfirió la capital de Zafar a Saná. El rey Kaleb hizo dos intentos de recuperar el poder, pero fracasó y reconoció a Abraha.
El reino de Abraha supuso una pausa en la decadencia del Imperio tras la guerra civil y religiosa. Una inscripción del 543 indica que Abraha se sometió al sucesor de Kaleb, el rey de Aksum. Durante su reinado se reparó la presa de Marib en 549 y recibió embajadas de Persia y Bizancio, así como la petición de liberar a algunos obispos que habían sido encarcelados en Nisibis. Otra inscripción del 552 conmemora el aplastamiento de una revuelta de la tribu banu’Amr, de Kinda en Arabia central. En ese año se produjo también una desastrosa expedición de Abraha contra Meca, conocida como “El Elefante”, ya que el ejército himyarita estaba precedido siempre por este animal.
Durante el gobierno de Abraha, el cristianismo se mantuvo como la religión oficial según las inscripciones encontradas, primero con una doctrina alineada con Aksum y más tarde próxima a Antioquía y Siria, convirtiéndose en un refugio para los obispos romanos anti-calcedonianos.
Abraha gobernó hasta el 565 (no se conoce la fecha exacta), en que fue sucedido por su hijo Yaksum, y luego este por su hermano Masruq, que continuó pagando su tributo a Aksum.
Sin embargo, el medio hermano de Masruq, Ma’d-Karib, se rebeló, pidió ayuda a Justiniano, que se la negó, y se dirigió entonces a Cosroes I, emperador persa sasánida, lo que desencadenó las guerras aksumitas-persas. El ejército sasánida, con el general Vahriz al mando, llegó y asedió Saná, la capital aksumita, logrando su caída en el 570 d. C., tras derrocar y matar al rey abisinio Masruq. Cosroes puso en el trono a Sayf ibn Dhi Yazan, hijo de Ma’d-Karib. Este colapso del reino aksumita supuso el fin fallido de la política árabe de Justiniano y de los intentos romanos de controlar el Mar Rojo.

### Período sasánida (570 d.C. – 630 d.C.)
El Imperio sasánida fue el último Imperio iraní antes de las conquistas islámicas, y duró del 224 al 651 d. C. Sucedió al Imperio parto, y en su mayor extensión territorial  abarcó las tierras actuales de Irak e Irán, e iba desde Anatolia y Egipto hasta Pakistán y el sur de Arabia, o hasta el Cáucaso y Asia Central.
- Período Sasánida en Arabia del Sur.

En el 570, el ejército sasánida, bajo el mando del general Vahriz, invadió Arabia del Sur y expulsó a los aksumitas, entronizando a Sayf ibn Dhi Yazan, hijo de Ma’d Karib, medio hermano del anterior regente Masruq, y nombrando un gobernador persa para supervisarlo, con lo que Arabia del Sur se convirtió en vasallo del Imperio sasánida.
En 575, cuando los persas se marcharon, la guerra se reanudó nuevamente, después de que Sayf fuera asesinado por los aksumitas. El general persa Vahriz volvió con otro ejército persa, puso fin al gobierno de Aksum en el sur de Arabia, entronizó al hijo de Sayf, y se convirtió en gobernador hereditario de Arabia del Sur, manteniendo una fuerza persa con él en Saná. Esto permitió a los sasánidas establecer una base en Arabia del Sur para controlar el comercio marítimo hacia el Este.
La guarnición persa terminó integrándose con la población árabe, y a sus descendientes se les conoció como Abnāʾ, aunque no se conoce como evolucionó esta sociedad en lo que respecta a religión y costumbres.
Más tarde el reino en Arabia del Sur renunció a la soberanía sasánida, y otra expedición persa fue enviada en el 598 que logró anexionarse el sur de Arabia, y lo convirtió en provincia del Imperio sasánida bajo el mando de un sátrapa persa, dividiéndola en varios reinos autónomos. El objetivo de Cosroes II (r. 590-628) era proteger las áreas fronterizas persas contra las incursiones romanas o bizantinas.
Tras la muerte en 628 del último gran rey sasánida importante, Cosroes II, Persia se sumió en el caos durante años. El sátrapa persa en Arabia del Sur, Badhan, se convirtió al Islam en octubre del 631, aunque no se incorporó al Imperio islámico hasta el 632.

## Sociedad sudarábiga
Los antiguos Estados de Arabia del Sur eran gobernados por un monarca, que en Saba, Qataban, Awsan y Hadramaut llevaba a veces el título de Mukarrib (el Unificador). En Qataban, este asumió también tareas de culto. Más tarde, se utilizó también el título de Malik o rey.
Estos soberanos no gobernaban de manera absoluta, ya que para legislar debían obtener la aprobación de un consejo de estado que representaba a las clases altas de las diversas tribus, aunque se han encontrado algunas leyes aprobadas solo por el rey. En Saba, este Consejo desapareció en un momento, pero el rey pasó a depender del consentimiento de las familias nobles de ciertas tribus.
Las tribus se subdividían en las montañas en fracciones y territorios, y en las ciudades en clanes relacionados con un ancestro común y real. Las aldeas se agruparon en tribus que construyeron el Estado, con una tribu asumiendo el liderazgo de la confederación tribal. Esta división se ve clara en Qataban, donde el rey procedía de la tribu de Qataban, otras tribus estaban representadas en el Consejo de Estado, pero aquellas que provenían del antiguo reino de Awsan, no participaban en el gobierno. 
La sociedad no era igualitaria. Los hombres libres y príncipes de las tribus rendían homenaje al rey, que era un primus inter pares. Por debajo estaba la nobleza, los soldados, comerciantes y agricultores libres, y varios grados de servidumbre. El rango social se reflejaba en el nombre de las gentes; un miembro de la alta aristocracia tenía un nombre doble (nombre y adjetivo atributivo) mencionando a su padre y su linaje. Una persona humilde solo tendría su nombre, quizás el de su padre o simplemente un nombre.
Según los textos de Qataban, la tierra pertenecía al Estado o a un dios, que se la prestaba a los arrendatarios para que la cultivaran a cambio de una renta. 
No conocemos bien la función específica de los títulos oficiales en las inscripciones. Un funcionario muy alto era el "kabir", que desempeñaba diversas funciones religiosas y políticas, como el gobierno de una tribu. Por debajo estaba el "qayn", y otro cargo importante era el "qayl".
Solo conocemos algunas leyes especiales individuales. La jurisdicción era privilegio del rey o de sus funcionarios, por lo que no se planteó la venganza de sangre, que estaba muy extendida por Oriente. Las leyes comerciales de Saba y Qataban mencionan el control de los precios, la protección del mercado contra la subcotización, y los períodos de retorno de mercancías.

### Economía
La base económica de Arabia del Sur era la agricultura como en el caso del Creciente Fértil, que solo se podía practicar en los oasis y cubría sus necesidades existenciales. El sur de Arabia en el trópico, recibe lluvias torrenciales durante el monzón. En sus valles fértiles se cultiva mijo, trigo, cebada, dátiles y hortalizas, y crecen espontáneamente en sus laderas pedregosas los árboles del olíbano y la mirra. La agricultura esporádica del sur de Arabia y el comercio con Abisinia y el Mediterráneo, lograron que se acumulase mucha riqueza, y que esta tierra se conociese como Arabia Felix por los escritores griegos y romanos.
Utilizaron el ganado vacuno como animal de trabajo para las labores del campo y el transporte de mercancías. Las herramientas utilizadas fueron un arado tirado por animales, una azada y un raspador, así como una tabla con cadenas. 
Por su situación climática necesitaban sistemas de riego eficiente, de los que se han encontrado restos en Marib, Timna y Shabwa. Estos sistemas consistían en presas con esclusas, terrazas y canales para dividir el agua entre los campos. Es de destacar la Presa de Marib, construida hacia el 750 a. C. y que duró hasta el 575 d. C.
- La ruta del incienso.

Los reinos de Arabia del Sur obtenían su riqueza de la exportación y transporte en caravana de camellos de plantas aromáticas en la ruta del incienso, sobre todo olíbano y mirra, de los que la región tenía prácticamente el monopolio, y que se usaban en varios rituales de muchas culturas, incluidas la egipcia, la griega y la romana. La riqueza también se conseguía a través de los aranceles en la ruta del incienso que se dirigía al norte. Desafortunadamente, las regulaciones conocidas del mercado de Qataban y Ma’in dan pocas indicaciones sobre el comercio de larga distancia. El estrecho de 100 km entre Yemen y África se cruzaba en faluchos (dkow) para traer productos de África ecuatorial, sobre todo gomas aromáticas, que se integraban en las caravanas de la ruta del incienso.

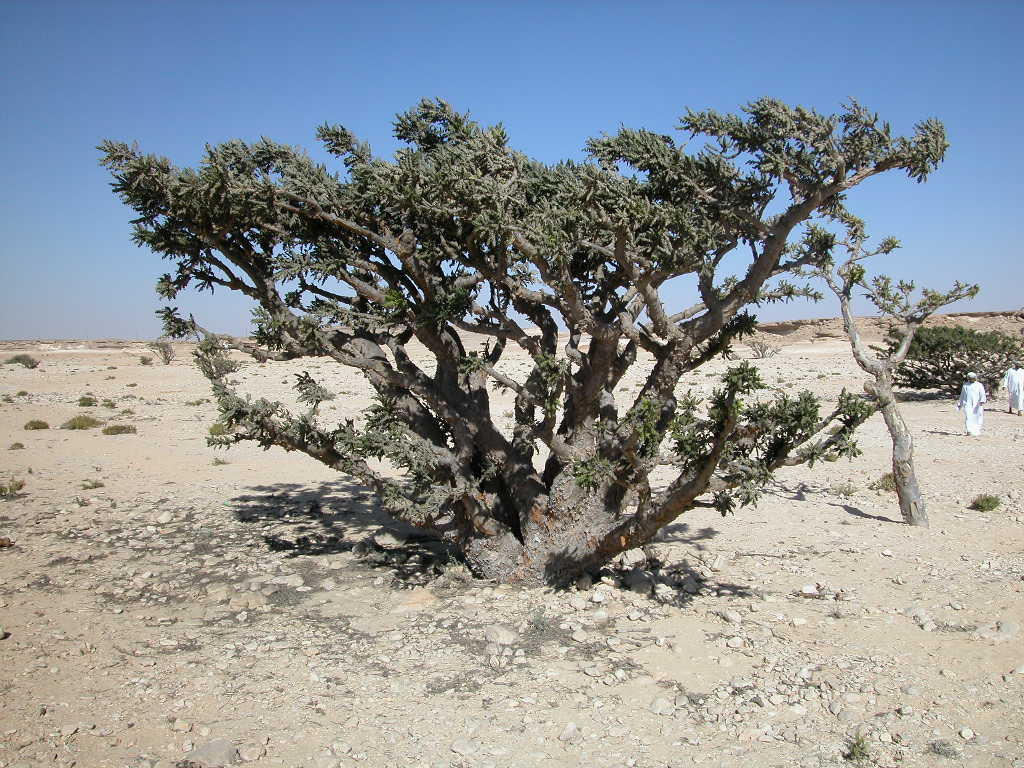
Árbol del incienso en tierras áridas.

Además de cultivar estas plantas aromáticas, estos reinos tenían acceso a otros productos (oro y bienes preciosos)  provenientes de India por el puerto de Qana (hoy Bi’r Ali en el este de Yemen). Las mercancías se transportaban desde los reinos costeros hasta Ma’in, centro de distribución controlado por los mineos y luego por los sabeos. Las caravanas del sur de Qataban y Hadramaut debían pararse en Saba en su ruta hacia el norte, y debían pagar una tasa exorbitante al dios Almaqah por sus mercancías, como lo atestiguan las numerosas quejas conservadas de los mercaderes. Desde allí las mercancías eran enviadas a Babilonia y Uruk en Mesopotamia, a Menfis en Egipto, a Biblos, Sidón y Tiro en el Levante mediterráneo, y luego al puerto de Gaza en el Mediterráneo. Estas rutas cubrían unos 1930 km y necesitaban 65 días de viaje, comerciando en las ciudades que encontraban en el camino y donde reposaban antes de seguir.
Según fuentes romanas, los puertos importantes de Arabia del Sur fueron Ocelis en el Mar Rojo, cerca del estrecho de Bab el-Mandeb, Qana en Hadramaut, y el emporio de Muza en la costa árabe del Mar Rojo. Estos puertos controlaban también el tráfico marítimo de Egipto a la India.
El descubrimiento de los vientos monzónicos facilitó el comercio marítimo en el Océano Índico, y el comercio de los reinos de Arabia del Sur sufrió terriblemente durante la dinastía ptolemaica de Egipto (320-30 a. C.) cuando esta privilegió las rutas marítimas en detrimento de las terrestres. Tras la derrota de Marco Antonio y Cleopatra (30 a. C.), los romanos construyeron una relación comercial directa con la India, en detrimento del comercio árabe, con lo que este se redujo con el tiempo.
Por último, también se acuñó moneda en Arabia del Sur, basados en la antigua moneda griega. Las monedas eran generalmente de plata, y raramente de bronce y oro. La moneda más antigua es del 300 a. C., una imitación del tetradracma ateniense, y la última en ser acuñada fue hacia el 300 d. C.

### Lengua y escritura
El antiguo árabe del sur o Sayhadic (término introducido por AFL. Beeston por el desierto Sayhad) es un grupo de cuatro lenguas extintas estrechamente relacionadas entre sí, que se hablaban en el sur de la península arábiga entre comienzos del I milenio a. C. y el siglo VI, y que utilizaron para la escritura el alfabeto sudarábigo. Los restos más antiguos de escritura están en la región de Jawf, en Hadramaut y en el Uadi Beihan, de finales del II milenio a. C., con una difusión a partir del siglo X a. C., como en el Oriente Próximo, Palestina y Fenicia.
Se trata de cuatro idiomas independientes, que derivan de un ancestro común, ya que comparten ciertas innovaciones morfológicas, y que aparecen clasificados en un grupo semítico central junto al árabe, el ugarítico, el arameo y el cananeo.

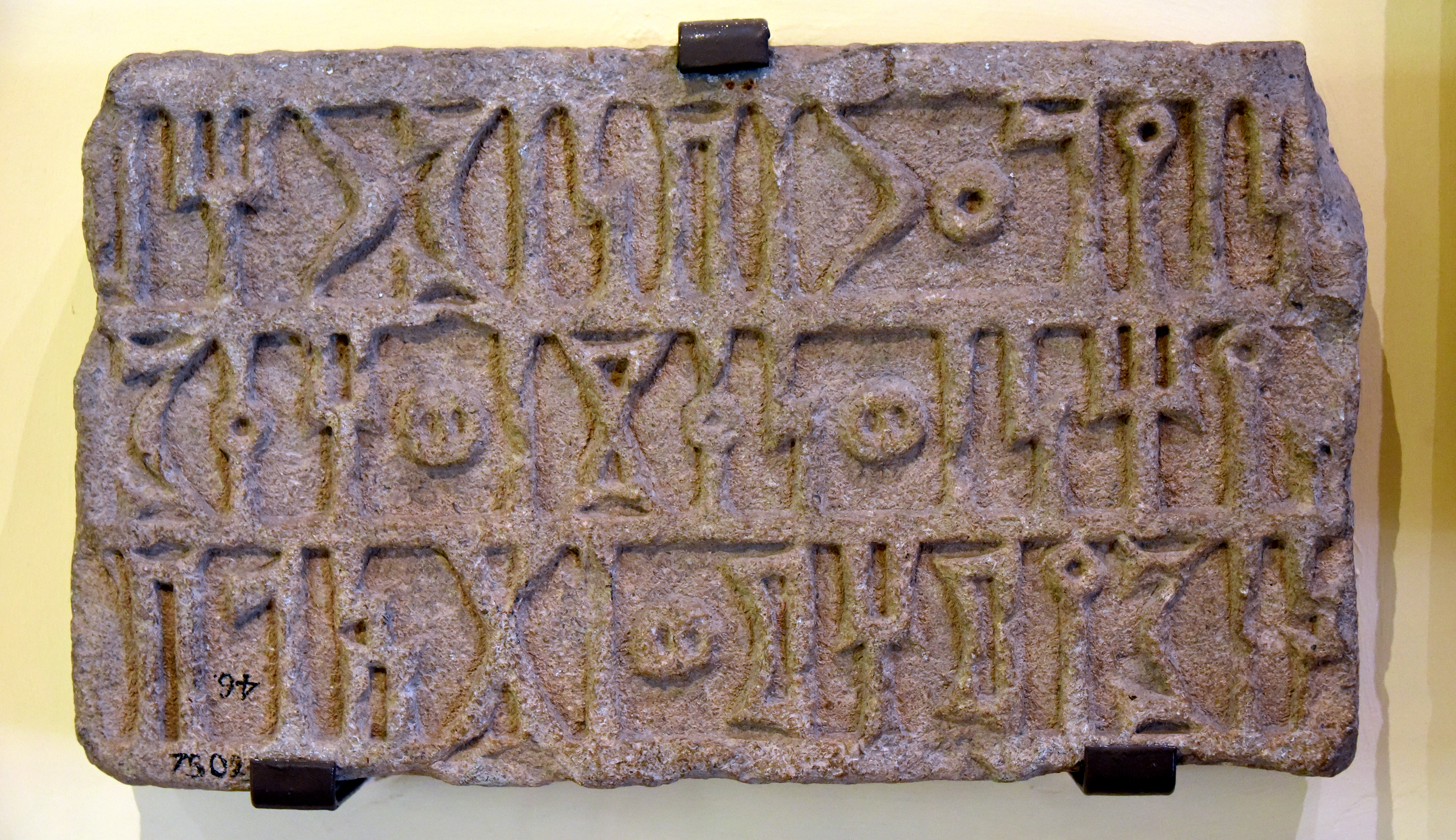
Inscripción en antigua lengua sudarábiga. (Museo Arqueológico de Estambul)

El Sayhadic se utilizaba para la escritura monumental o Musnad en piedra tallada, y aplicaba el alfabeto sudarábigo que viene del siglo IX a. C. y que constaba de 29 grafemas. Deriva del alfabeto fenicio. Como regla general, no lleva vocales salvo que sean largas y en posición final, y representadas en este caso por “w” e “y”. También se utilizó una escritura cursiva, la Zabur, conocida como “minúsculas sudarábigas”, para documentos y transacciones diarios en palitos de madera.
La epigrafía hallada corresponde a inscripciones monumentales en piedra, documentos de archivo en cursiva, y grafitis en rocas. Existen inscripciones sobre: cronología (siglo VIII al siglo III a. C.), ritos (siglo VI a. C.  al siglo III d. C.), conmemoraciones (siglo V al siglo II a. C.), reglas y normas (siglo VII al siglo II a. C.), correspondencia (IV d), comercio (siglo VI a. C. al siglo II d. C.), guerra (siglo VII a. C. al siglo IV), sociedad (siglo I d. C.) y tumbas (siglo II d. C.).
Inicialmente, el texto antiguo árabe del sur se escribía en bustrófedon, de derecha a izquierda en la primera línea, de izquierda a derecha en la segunda línea, y así alternativamente. Más tarde, se estandarizó la ortografía, y los textos se escribieron siempre de izquierda a derecha. Las cuatro lenguas extintas que se conservan por escrito (unas 10.000 inscripciones) son:
- Sabeo, utilizado en Saba, y más tarde en Himyar, y también documentado en el reino eritreo de Damot. Existen unas 6.000 inscripciones entre el siglo VIII a. C. y el siglo VI d. C.El léxico del Sabeo contiene unas 2.500 palabras.[152]
- Mineo, utilizado en las ciudades-Estado de al-Jawf, salvo Haram, y en el reino de Ma’in. Se han encontrado inscripciones también en las colonias comerciales de Dedan (actual Al-‘Ula), Mada'in Saleh, y en la isla de Delos. Existen unas 500 inscripciones entre el siglo VIII y el siglo II a. C.
- Qatabanita, utilizado en el reino de Qataban entre el siglo V a. C. y el siglo II d. C., y con un idioma muy similar en el reino de Awsan (entre el siglo VIII a. C. y el siglo I d. C.). Existen unas 2000 inscripciones.
- Hadramita, utilizado en el reino de Hadramaut entre el siglo V a. C. y el siglo IV d. C., con unas 1000 inscripciones.

La última inscripción en estos idiomas se remonta al año 554 d. C., unos 60 años antes de la aparición del Islam. El antiguo árabe del sur fue reemplazado por el árabe a principios del siglo VII, con la conquista por el Islam, aunque quizás ya no se hablase desde el siglo IV.

### Religión y culto
Al igual que en otros pueblos semitas, la antigua religión del sur de Arabia fue politeísta. A partir del siglo IV, el judaísmo y el cristianismo se difundieron por estas tierras, antes de ser reemplazados por el Islam a principios del siglo VII.
- Período Politeísta.

En la región del Jawf, a finales del II milenio a. C., encontramos representaciones antropomórficas en su iconografía religiosa, que no volveremos a ver en los reinos de Arabia del Sur.
Parece que la religión en Arabia del Sur era similar a la de los pueblos de Mesopotamia. Por las inscripciones y restos arqueológicos, parece que las divinidades de Arabia del Sur tenían una característica astral, con una tríada de deidades ligadas al Sol, la Luna y Venus. Cada  reino tenía un panteón de tres a cinco deidades, algunas de ellas compartidas, aunque estas tríadas son discutidas por ciertos eruditos. Las deidades eran adoradas conjuntamente durante rituales colectivos.
No conocemos nada de su mitología, salvo los símbolos asignados a diversos dioses, pero casi ningún símbolo o animal simbólico puede asignarse a una deidad con certeza total.
A la cabeza del panteón de estos reinos se encontraba el dios Athtar que representaba al planeta Venus, dios del trueno y responsable de la irrigación. Correspondía a la diosa babilónica Ishtar. Se trataba de un dios guerrero que aniquilaba a sus enemigos, y estaba representado por una gacela.

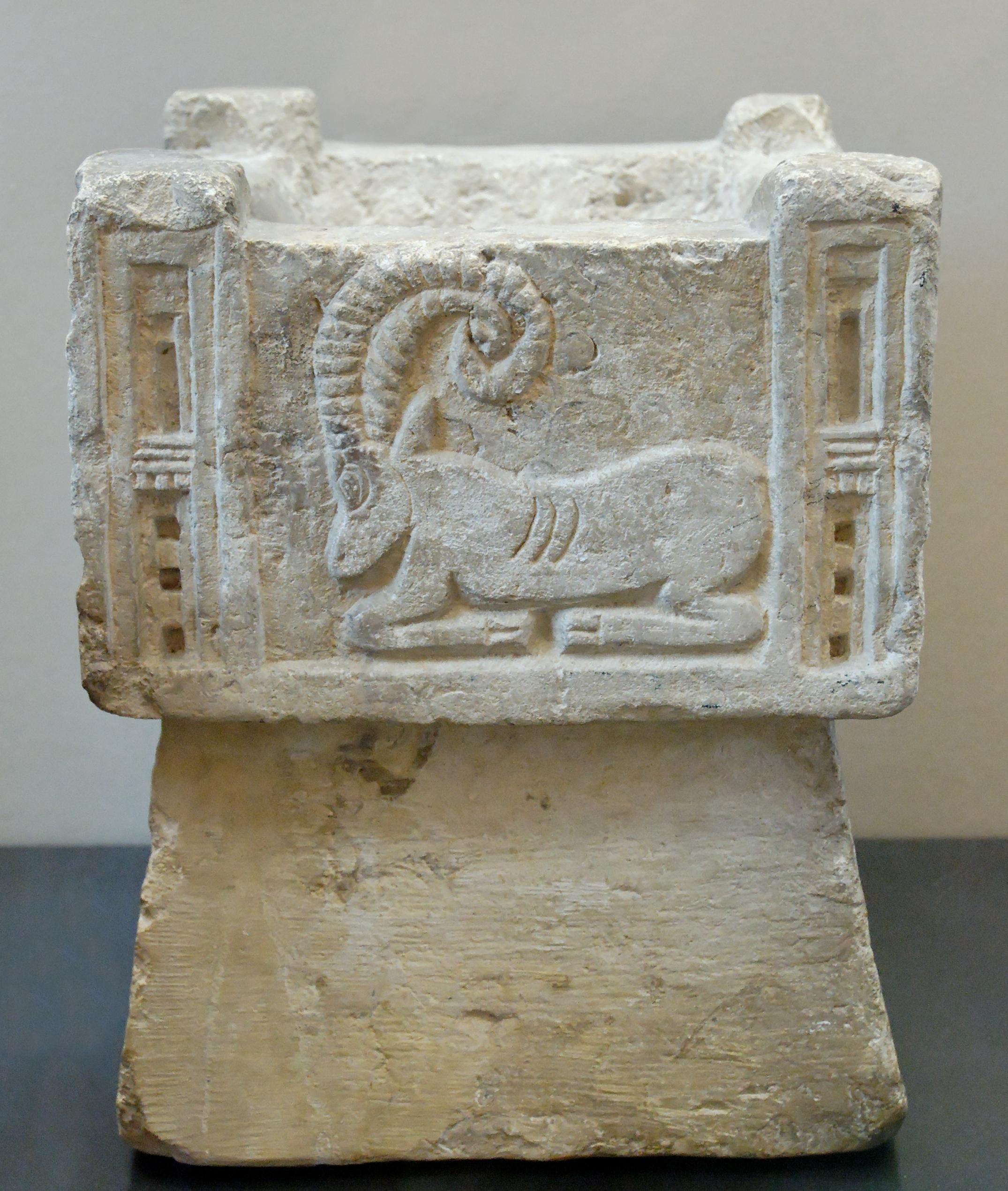
Quemador de incienso con un Ibex, en piedra caliza; por detrás, inscripción sobre diosa Shams; Yemen, al

En Saba, el dios más importante era Almaqah, de carácter lunar, protector de la irrigación artificial, cuyo principal templo era Mahram Bilqis, cerca de Marib. Era un dios guardián, representado con cabeza de toro y piel de león.
La consorte o la hija de Almaqah era Shams, diosa del Sol, que compartía atributos con el dios mesopotámico Shamash, y que fue la diosa principal del reino de Himyar, además de ser adorada en Qataban y Hadramaut. Otros aspectos de Shams están ocultos en oscuros epítetos divinos femeninos de Arabia del Sur.
En Ma’in y Awsan tenían el dios lunar Wadd (amor) proveniente del norte de Arabia, mientras el dios protector era Nitrah, sobre el cual regía un conocido oráculo. La fórmula W d’b (Wadd es mi? padre) escrita en amuletos y edificios, venía acompañada a menudo de una luna creciente con el pequeño disco de Venus.
En Hadramaut estaba el dios lunar Sayin, aunque Plinio y Teofrasto, así como algunas acuñaciones monetarias lo presentan como un dios solar.
Por último, Qataban tenía el dios lunar 'Amm, además de Hawkan (derivado de “ser sabio”) y Anbay (dios oracular ligado a la deidad babilónica Nabu). Quizás ambos representasen aspectos gemelos del babilónico Nabu-Mercurio, el dios del destino y la ciencia, y portavoz de los dioses.
Además de estas importantes deidades, hay inscripciones que mencionan otros dioses tribales: Talab, protector de la federación tribal de Sumay; Somawi, protector de la tribu beduina de Amir,... Otra de las diosas conocida en todos los panteones era Al-lat (la Diosa), hija o consorte de Allah, Señor de la Kaaba en La Meca.
Los templos de las deidades eran edificios públicos abiertos con acceso bajo ciertos rituales de pureza: no se podía entrar con la ropa sucia o rota, o las mujeres durante la menstruación. También existían santuarios domésticos más pequeños.
Los más importantes actos de culto eran los sacrificios de animales, las súplicas al templo, las ofrendas de incienso o de una mujer a un dios como esposa, y las libaciones en los altares. No parece que hubiera sacrificios humanos, pero sí asesinatos por rituales de guerra. También se ejercía el oráculo (el ritual ha sido reconstruido), como p.e. Riyam en Jebel Itwa, o en la ciudad de Naschq.
La organización de los templos incluía varios sacerdotes y otras personas, pero de las que no conocemos su función. La clase sacerdotal podía ser rica por las ofrendas de los fieles en incienso, ganado y tierras. Algunos gobernantes en estos reinos de Arabia del Sur llevaron el título de Mukarrib, y además tuvieron funciones sacerdotales. 
Las tumbas en la Arabia del Sur preislámica fueron variadas, incluyendo cuevas funerarias con nichos en paredes interiores, fosas funerarias cubiertas por piedras y estructuras tipo mausoleos para la gente noble. También están documentados casas y torres funerarias, y estelas funerarias. 
Aunque no han sobrevivido textos religiosos, el ajuar funerario, las posibles representaciones de otro mundo y la momificación, indican la existencia de ideas sobre el más allá. 
- Monoteísmo.

A partir del 320 d. C., los reyes de Himyar decidieron rechazar radicalmente el politeísmo y favorecer el judaísmo, que se llegó a convertir en la política oficial del reino. Ninguna de las 130 inscripciones encontradas en el templo de Marib del 380-560 d. C. es explícitamente pagana. Los grandes templos, ya algo descuidados, cesaron de ser visitados por adoradores. El politeísmo fue al menos excluido del área pública. Puede que los cultos paganos sobrevivieran discretamente fuera de los círculos de poder.
Entre el 380 y el 530, las inscripciones himyaritas invocan al “Señor de los Cielos” o al “Misericordioso” (Rahman-an en el antiguo árabe del sur). El teónimo de Rahman-an fue usado para el dios principal de Himyar desde el siglo IV, según se extendían por la región las formas de judaísmo, y solo pasó a significar el dios “único verdadero” y a excluir a otros dioses en el siglo VI. Esta religión pasó a llamarse “Rahmanismo”, aunque no parece haber sido realmente monoteísta, sino una corriente religiosa de monolatrismo o de henoteísmo asociada a la clase dominante himyarita, y con un rechazo público al politeísmo. El término sabeo de Rahman-an evolucionará hacia el árabe al-Rahman con la llegada del Islam.
Una parte de la aristocracia himyarita se adhirió al judaísmo, reclamando pertenecer a Israel. La afiliación religiosa puede verse en el uso de términos prestados, como las exclamaciones rituales de shalom o amén. La adopción por Himyar del judaísmo afectó a sus relaciones con el Imperio romano; el emperador romano Constancio II envió una embajada en el 354 d. C. con el obispo Teófilo Indiano para convertirlos al cristianismo sin éxito, por la resistencia de los judíos locales.
La política de persecución de los cristianos del rey judío Yusuf Dhu Nuwas a principios del siglo VI y la matanza en 523 de los cristianos de Naŷrán en Arabia del Sur, provocaron la reacción cristiana del Imperio romano, y la intervención del reino cristiano de Aksum en el 525, con la conquista del sur de Arabia. El cristianismo se convirtió en la religión de Estado, hasta la conquista por el Islam en el 632 d. C.

### Arte y Arquitectura
El arte antiguo árabe aparece a principios del I milenio a. C. en los reinos de Saba y Ma’in. La edad de oro de este arte se sitúa en el siglo V a. C., en las ciudades de Marib y Sirwan de Saba. Es difícil establecer una cronología fiable por la escasez de hallazgos. Una propuesta es dividir el arte en tres períodos: un primero con desarrollo de motivos individuales; un segundo de canonización del arte individual; y el tercero de influencia de estilos extranjeros, sobre todo el arte griego.
- Arquitectura.

Los edificios de Arabia del Sur eran predominantemente de piedra y madera, salvo en zonas costeras y en Shabwa, donde encontramos edificios de adobe. Utilizaron grandes bloques de piedra tallada sin mortero, o no tallada con mortero de cal y lodo. La capa exterior estaba alisada. En el siglo V a. C. aparecen piedras con bordes pulidos y picadas en el centro de la cara vista, en un estilo “bosquejado”.
Las paredes interiores estaban enlucidas con yeso o con un revestimiento de piedra. Las columnas eran un elemento estructural muy importante. Hasta el siglo V a. C. eran columnas de sección cuadrada o rectangular sin decorar (p.e. en templo Mahram Bilqis de Marib). Luego las esquinas se redondearon para hacer columnas redondas. A partir del siglo V d. C. se añadieron capiteles tipo zócalos u otras formas, influenciadas por la arquitectura helenística o sasánida.
- Arquitectura civil.

Los restos arqueológicos excavados de las antiguas ciudades muestran centros urbanos con castillos, templos, mercados y viviendas aristocráticas, protegidas por murallas de piedra caliza de hasta 14 m de alto, con el templo más importante situado fuera de las murallas, protegido solo por su santidad. Las instalaciones hidráulicas y agrícolas (presas, canales, compuertas, pozos y campos en terrazas), testimonian del alto grado de habilidad técnica en estos asentamientos.

Plano de la ciudad interior de Shabwa

La ubicación de las ciudades era en áreas elevadas, para protegerse de las inundaciones, en mesetas o al pie de las montañas, como en Zafar. Su forma era rectangular como en Marib, Shabwa o Qarnawu, aunque también se encuentran planos urbanos redondos o irregulares. La superficie de las ciudades era pequeña comparada con otras ciudades del Próximo Oriente (por ejemplo Marib solo tenía 110 Ha). Todas las ciudades estaban protegidas por un muro con bastiones, y al menos dos puertas, y algunas con torres flanqueándolas. Encontramos ciudadelas en Shabwa, Zafar y la ciudadela de Rada’a. En Timna y Shabwa encontramos un gran espacio abierto en el interior de una puerta del recinto exterior, desde donde salían calles en varias direcciones, o una calle ancha con calles pequeñas que la cruzan en perpendicular. Además de fortificaciones urbanas, hay otras en cruces importantes o puntos clave del sistema de riego, pero no han sido excavadas.
El castillo real de Shabwa, llamado Shaqir, corresponde a la tradición sudarábiga de casas-fortalezas, situado junto a una puerta de la muralla, y fácil de defender. Su decoración supone un arte único en Arabia del Sur en el siglo III con capiteles de grifos de inspiración parta o sasánida. Las pinturas de los pórticos o las figuras que aparecen siguen modelos orientales, por lo que se puede suponer fueron realizados por artistas sirios. Los bronces locales siguen las líneas de maestros venidos de Alejandría o Siria.
Ciertos palacios o residencias principales solo son conocidos por los textos, como Salhin en Marib, ‘Afraw en Nashshan, o Mswr en Hagar Yahirr, y otros a través de las monedas como Raydan en Zafar. Hay dos palacios excavados, Harib en Timna (uso siglos V-IV a. C. al II d. C.), y el Edificio Administrativo de Sirwah (s. II a. C. al IV d. C.). Ambos tienen un edificio principal en forma de casa-torre, precedido de un edificio en forma de U que delimita un patio central porticado. El palacio de Shabwa se usó del siglo IV a. C. al siglo III d. C. Estos palacios rellenaban funciones militares, sociales, económicas y simbólicas análogas.
Los sistemas de riego eran indispensables para la agricultura, e incluían varios tipos de pozos y cisternas, y redes de canales, que recogían el agua de lluvia de los uadis. La estructura más importante fue la Presa de Marib del 750 a. C., en un tramo de 600 metros del uadi de Adhana, que canalizaba el agua a través de dos compuertas para su distribución a los campos a través de pequeños canales. 
- Arquitectura religiosa.

Los santuarios más antiguos pertenecen a la prehistoria y eran simples monolitos de piedra, a veces rodeados de círculos de piedras o muros de mampostería sin mortero. En una segunda fase se construyeron templos en forma de estructuras rectangulares de piedra, algunos sin techo.

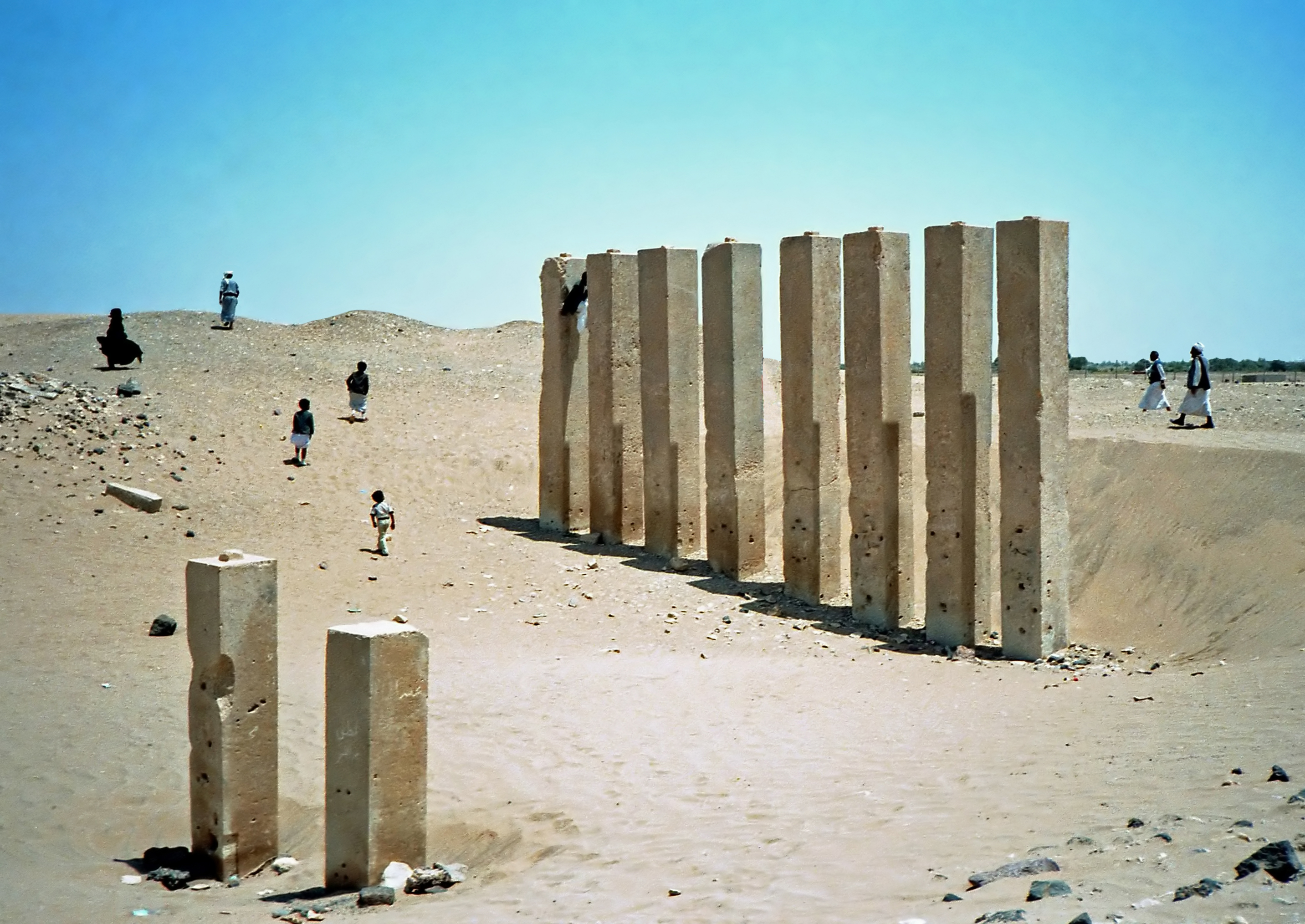
Pilares del propileo del Templo de Mahram Bilqis en Mahrib

El templo clásico de Saba era de planta rectangular y entrada  de propileo, con un patio interior porticado por tres lados, dispuesto alrededor de una cela tripartita. Estructura similar es la del templo del dios lunar Wadd, del 700 a. C., entre Marib y Sirwah, el templo en Al-Masajid rodeado de un muro rectangular, del siglo VI a. C., o los templos en Qarnawu (V a. C.) y en Al-Huqqa (siglo I a. C.)
El templo de Mahram Bilqis en Marib (s. IX – V a. C.), dedicado a su dios lunar Almaqah, consistía en una estructura ovalada de sillería de más de 100 m de longitud, unida a un vestíbulo de entrada rectangular rodeado de un peristilo de 32 pilares monolíticos de 5 m de altura.
En otros reinos destacan los templos hipóstilos de soporte múltiple, con planta cuadrada, rectangular o irregular, rodeados de entre 6 y 35 pilares, pero sin estar dispuestas alrededor de una cela o altar. Otro tipo de templo es el de terraza, identificado en Hadramaut, con un acceso por escalera, que conduce a una terraza cerrada, sobre la cual se encuentra una cela sobre un podio.
No está claro si había imágenes de deidades, pero las estatuillas de Marib en bronce indican que los donantes eran registrados por medio de una inscripción. Las estatuillas votivas de metales preciosos y bronce se crearon hasta el final de Himyar. También había estatuillas de alabastro, figuras que vestían túnicas lisas hasta la rodilla, con los brazos extendidos.
- Escultura.

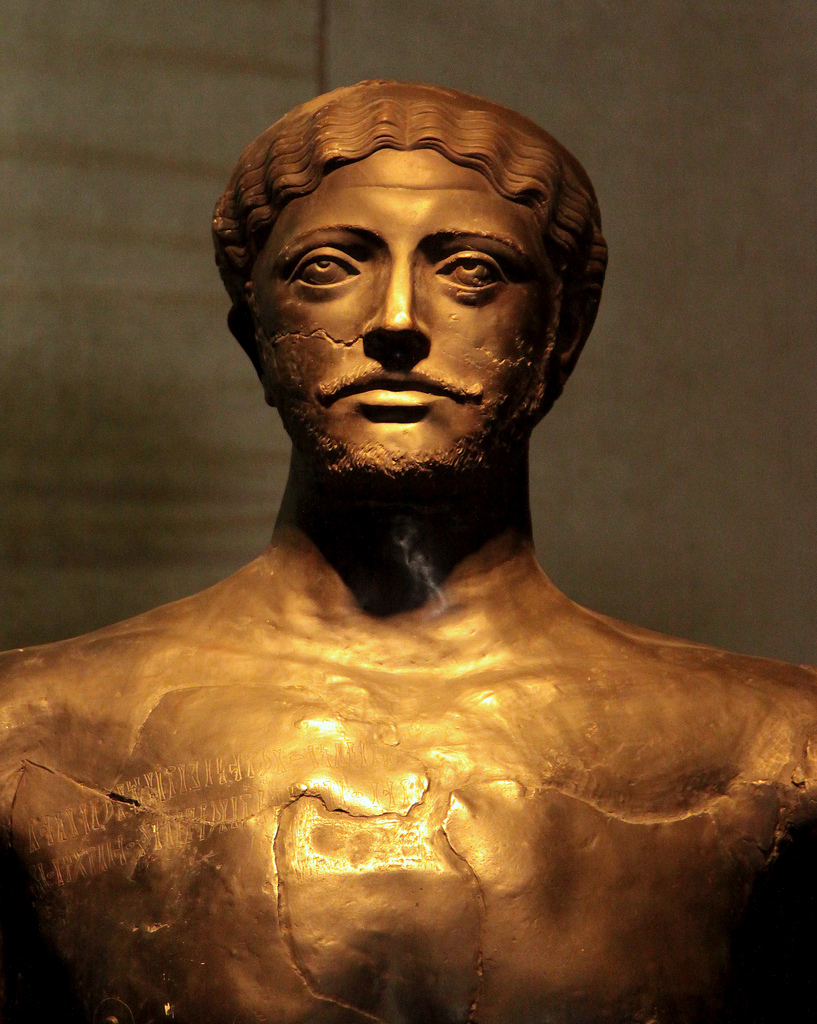
Estatua de bronce de Dhamar Ali Yahbur II (Museo Nacional de Saná)

Las obras de arte más notables, aparte de la arquitectura, en el sur de Arabia fueron las esculturas, realizadas predominantemente en alabastro y mármol, así como en bronce. Sus características típicas son formas de base cúbica, una forma regordeta y desproporcionada, y un énfasis fuerte en la cabeza; el resto del cuerpo es esquemático y reducido. En los relieves a veces se encuentra la perspectiva frontal típica egipcia, con cabeza y piernas representadas hacia un lado, y torso hacia el frente. 
Existen pocos ejemplos de grandes esculturas antiguas, destacando la estatua de bronce de tamaño natural del hijo del rey de Saba Dhamar Ali Yahbur II, hecha por un artista griego y su asistente árabe. Más comunes son las pequeñas estatuas de alabastro, retratos y relieves representando personas, y raramente animales o monstruos, o las escenas completas de relieves planos representando fiestas, batallas o actuaciones musicales, o escenas de encuentros de muertos con una deidad.  
A destacar ciertas estatuillas de alabastro con nombres grabados en los plintos del siglo II a. C. Son personajes históricos, algunos con título real, realizados con técnicas antiguas importadas del valle del Éufrates y de los sumerios: pupilas acentuadas con obsidiana; cabellos, párpados y pelo de la cara grabados con buril y rellenados con betún; policromía en ciertos materiales insertados; rayas en el cuello que indican que portaban collares de oro; cabezas cercenadas en la frente para cubrirlas con tiara o peluca; cuerpos desproporcionados por su pequeñez y piernas atrofiadas; figuras rollizas de obesidad excesiva; espaldas apenas desbastadas para colocar estas figuras en nichos de la pared.
- Artes menores.

La fabricación de cerámica fue muy simple, y solo una parte fue hecha sobre un torno de alfarero. La decoración se hacía con motivos incisos, punteados, pintados o con protuberancias. Se han encontrado también pequeños artefactos de piedra como botellas, lámparas de aceite, jarrones y vasijas. Otros elementos artísticos encontrados son frisos decorados con motivos geométricos o elementos florales o figurativos, rosetones y volutas. Se han encontrado pinturas murales geométricas en el templo de Al-Huqqa y pinturas figurativas en Shabwat. También se han encontrado pequeñas obras de bronce y cobre (jarrones, vasijas,…), así como numerosas piezas de joyería (algunas en oro). 

### Libros
- Archibald, Zofia H; Davies, John; Gabrielsen, Vincent; Oliver, Graham (2001). Hellenistic Economies (en inglés). Londres: Routledge. ISBN 0415234662.
- Bafaqih, M.’A. (1991).  P. Geuthner, ed. L’unification du Yemen Antique. La lutte entre Saba, Himyar et le Hadramawt de IIIème siècle de l’ère chrétienne (en francés). París. ISBN 978-2-7053-0494-2. Consultado el 31 de octubre de 2022.
- Bambach-Horst, Eva (2005). Der Brockhaus Kunst - Künstler, Epochen, Sachbegriffe (en alemán). Mannheim: Brockhaus, Wissenmedia. ISBN 978-3765327735.
- Beeston, A. F. L. (1971). "Hadramawt. I. Pre-Islamic Period" en “The Encyclopaedia of Islam, New Edition, Vol III (H-Iram)" de Lewis, B ; Ménage, V.L. ; Pellat Ch. & Schacht, J. (en inglés). Leyden, Países Bajos: Brill. ISBN 978-9004081185.
- Beeston, A.F.L.; Ghul, M.A.; Muller, W.W.; Ryckmans, J. (1982). Sabaic dictionary : English, French, Arabic (en inglés). Lovaina, Bélgica: Peeters. ISBN 978-2801701942.
- Beeston, A.F.L. (1984). Sabaic Grammar (Journal of semitic studies monograph) (en inglés). Manchester, UK: Universidad de Manchester. ISBN 978-0950788524.
- Blady, Ken (2000).  Jason Aronson, ed. Jewish Communities in Exotic Places (en inglés). Maryland, USA. ISBN 146162908X.
- Breton, Jean François (1994).  Philip von Zabern, ed. "Les fortifications d'Arabie méridionale du 7e au 1er siècle avant notre ère" en el Vol. 8 de " Archäologische Berichte aus dem Yemen" (en francés). Mainz. ISBN 9783805314879.
- Breton, Jean François (1998). Arabia Felix From The Time Of The Queen Of Sheba, Eighth Century B.C. To First Century A.D. (en francés). Indiana, USA: University of Notre Dame Press. ISBN 978-0268020026.
- Britannica Redacción (2006). Encyclopedia of World Religions (en inglés). Londres: Encyclopedia Britannica. ISBN 978-1-59339-491-2. Consultado el 10 de noviembre de 2022.
- Bromiley, Geoffrey W. (1992).  W.B. Eerdmans, ed. The International Standard Bible Encyclopedia. Vol. 4 (en inglés). Michigan. ISBN 978-0802881601.
- Brown, Keith; Ogilvie, Sarah (2010). Concise Encyclopedia of Languages of the World (en inglés). Oxford: Elsevier Science. ISBN 978-0080877754. Consultado el 8 de noviembre de 2022.
- Bryce, Trevor (2009). The Routledge Handbook of the Peoples and Places of Ancient Western Asia: From the Early Bronze Age to the Fall of the Persian Empire (en inglés). Londres: Routledge. ISBN 978-0-415-39485-7.
- Casson, Lionel (2012). The Periplus Maris Erythraei (en inglés). Princeton, Nueva Jersey, USA: Princeton University Press. ISBN 978-1400843206.
- Dembski, Günther (1987). " Die Münzen der Arabia Felix" en "Jemen". de Werner Daum (en alemán). Munich: Pinguin-Verlag. ISBN 3-7016-2251-5.
- Dostal, Walter (1990). Eduard Glaser: Forschungen im Yemen: Eine quellenkritische Untersuchung in ethnologischer Sicht (en alemán). Viena: Academia de Ciencias de Austria. ISBN 978-3-7001-1746-9.
- Fauvelle, François X. (2018). L’Afrique ancienne : De l’Acacus au Zimbabwe. 20.000 ans avant notre ère – XVII siècle (en francés). París: Belin. ISBN 978-2-7011-9836-1.
- Finkelstein, Israel; Silberman, Neil Asher (2006). David and Solomon: In Search of the Bible's Sacred Kings and the Roots of the Western Tradition (en inglés). Nueva York: Free Press. ISBN 978-0743243636.
- Fischer, Greg (2015). Arabs and Empires before Islam (en inglés). Oxford: Oxford University Press. ISBN 978-0-19-965452-9.
- Frye, Richard Nelson (1984). The History of Ancient Iran (en inglés). Munich: C.H. Beck. ISBN 978-3406093975. Consultado el 7 de noviembre de 2022.
- Gese, H.; Höfner, M.; Rudolph, K. (1970). Die Religionen Altsyriens, Altarabiens und der Mandäer, Vol 10.2 (en alemán). Stuttgart: Kohlhammer Verlag. ISBN 978-3-17-016726-1.
- Ghazanfar, Shahina A.; Fischer, Martin (2013). Vegetation of the Arabian Peninsula (en inglés). Sultan Qaboos University, Muscat, Oman: Springer Science & Business Media. ISBN 978-9-4017-3637-4.
- Grohmann, Adolf (1963). Kulturgeschichte des alten Orients: Arabien, Vol. 3 (en alemán). Munich: C.H. Beck. ISBN 978-3-406-01353-9.
- Haas, Christopher (2014). "Geopolitics and Georgian Identity in Late Antiquity" en "Georgian Christian Thought and Its Cultural Context" de Nutsubidze, T. ; Horn, C.B. ; Lourié, B. Boston. (en inglés). Leyden, Países Bajos: Brill. ISBN 978- 90-04-26337-6. Consultado el 3 de noviembre de 2022.
- Halévy, Joseph (1872). Rapport sur une mission archéologique dans le Yémen (en francés). París: Imprimérie Nationale.
- Harding, Gerard Lankaster (1964). Archaeology in the Aden Protectorates (en inglés). Londres: H.M. Stationery Off. OCLC 5040761.
- Harold, Marcus (1994). A History of Ethiopia (en inglés). Berkeley, California, USA: University of California Press. ISBN 0-520-08121-8.
- Hatke, Georges (2013). Aksum and Nubia: Warfare, Commerce, and Political Fictions in Ancient Northeast Africa (en inglés). Nueva York: NYU Press. ISBN 978-0814762837.
- Hoyland, Robert G. (2002).  Taylor and Francis, ed. Arabia and the Arabs (en inglés). Londres. ISBN 978-1134646357.
- Johnson, Scott (2012). The Oxford Handbook of Late Antiquity (en inglés). Oxford: Oxford University Press. ISBN 978-0195336931.
- Jones, John W. ed. y traductor (1863).  Badger G. P. para la Haylukt Society, ed. The Travels of Ludovico di Varthema in Egypt, Syria, Arabia Deserta, and Arabia Felix, in Persia, India, and Ethiopia. AD 1503 to 1508. Translated from the Italian edition of 1510 (en inglés). Londres.
- Kitchen, Kenneth (1994). The World of "Ancient Arabia" Series. Documentation for Ancient Arabia. Part I. Chronological Framework and Historical Sources. (en inglés). Liverpool: Liverpool University Press. ISBN 978-0853233596.
- Kitchen, Kenneth (2001). "Economics in Ancient Arabia from Alexander to the Augustans", en "Hellenistics Economies" de Archibald, Z ; Davies, J ; Gabrielsen, V ; Oliver, G.J. (en inglés). Londres: Routledge. ISBN 978-1-134-56592-4.
- Kogan, Leonid; Korotayev, Andrey (1997). "Sayhadic (Epigraphic South Arabian)". en “The Semitic Languages” (en inglés). Londres: Routledge. ISBN 978-0415057677.
- Korotayev, Andrey (1995). Ancient Yemen (en inglés). Oxford: Oxford University Press. ISBN 0-19-922237-1.
- Korotayev, Andrey (1996). Pre-Islamic Yemen (en inglés). Wiesbaden: Harrassowitz Verlag. ISBN 3-447-03679-6.
- Maroney, Eric (2010). The Other Zions: The Lost Histories of Jewish Nations (en inglés). Maryland, USA: Rowman & Littlefield. ISBN 978-1442200456.
- Müller, Walter W. (2003).  Otto Harrassowitz, ed. "Ḥaḍramawt". En “Encyclopaedia Aethiopica. Volume 2: D-Ha” de Uhlig, Siegbert (en inglés). Wiesbaden. ISBN 978-3-447-05238-2.
- Munro-Hay, Stuart (1991). Aksum : An African Civilisation of Late Antiquity (en inglés). Edimburgo, UK: Edinburgh University Press. ISBN 978-0-7486-0209-4. Archivado desde el original el 23 de enero de 2013. Consultado el 1 de noviembre de 2022.
- Munro-Hay, Stuart (2002). Ethiopia, the Unknown Land: A Cultural and Historical Guide (en inglés). Londres: I.B. Tauris. ISBN 1860647448.
- Munro-Hay, Stuart (2003).  Otto Harrassowitz, ed. "Arabia" en “Encyclopaedia Aethiopica. Volume 1: A-C” de Uhlig, Siegbert (en inglés). Weisbaden. ISBN 978-3-447-04746-3.
- Nebes, Norbert (2001).  R. Eichmann y H. Parzinger, ed. Zur Genese der altsüdarabischen Kultur. Eine Arbeitshypothese (en alemán). Bonn. ISBN 3-7749-3068-6.
- Nebes, Norbert (2003).  Otto Harrassowitz, ed. "Epigraphic South Arabia" en " Encyclopaedia Aethiopica. Volume 2: D-Ha" de Uhlig, Siegbert (en inglés). Wiesbaden. ISBN 978-3-447-05238-2.
- Nebes, Norbert; Stein, Peter (2008). “Ancient South Arabian” en "The Ancient Languages of Syria-Palestine and Arabia" de Woodard, Roger D. (en inglés). Cambridge, UK: Cambridge University Press. ISBN 978-0511486890. Consultado el 8 de noviembre de 2022.
- Nebes, Norbert (2010). "Martyrs of Najrān and End of the Ḥimyar: On the Political History of South Arabia in the Early Sixth Century", en "The Qur’an in Context", de Neuwirth A. ; Sinai, N. ; Marx M. (en inglés). Leiden, Países Bajos: Brill. ISBN 978-90-04-17688-1. Consultado el 1 de noviembre de 2022.
- Niebuhr, Carsten (1772).  N. Moller, ed. Beschreibung von Arabien. Aus eigenen Beobachtungen und im Lande selbst gesammleten Nachrichten abgefasset (en alemán). Copenhague.
- Nielsen, Ditlef; Hommel, Fritz (1927). Handbuch der altarabischen Altertumskunde, Volumen 1 (en alemán). Copenhague: Nyt Nordisk Forlag.
- Peters, Francis E. (1994). Muhammad and the Origins of Islam (en inglés). Nueva York: SUNY Press. ISBN 978-0791418758.
- Phillips, Wendell (1955). Qataban and Sheba : exploring the ancient kingdoms on the Biblical spice routes of Arabia (en inglés). Nueva York: Harcourt Brace. OCLC 408743.
- Phillipson, David W. (2012). Foundations of an African Civilisation: Aksum and the Northern Horn, 1000 BC – AD 1300 (en inglés). Addis Abeba: Boydell & Brewer Ltd. ISBN 978-1847010414.
- Pijoán, José (2003). Summa Artis. Historia General del Arte. Vol XII: Arte Islámico. Madrid: Espasa Calpe. ISBN 84-239-5479-X.
- Potts, Daniel T. (2012).  John Wiley & Sons, ed. A Companion to the Archaeology of the Ancient Near East (en inglés). Oxford. ISBN 978-1405189880.
- Richardson, Peter (1999). Herod: King of the Jews and Friend of the Romans (en inglés). Londres: Continuum. ISBN 0567086755.
- Robin, Christian (1982). Les Hautes-Terres du Nord-Yemen avant l’Islam (en francés). Estambul: Nederlands Historisch-Archaeologisch Instituut te Istanbul. ISBN 978-9062580507.
- Robin, Christian (1984). Studies in the History of Arabia. Proceedings of the 2nd International Symposium on Studies of Arabia (en inglés). Riad, Arabia Saudita: King Saud University Press.
- Robin, Christian (1998). "Südarabien – eine Kultur der Schrift" en "Jemen – Kunst und Archäologie im Land der Königin von Saba" de Seipel, Wilfred (en alemán). Milán: Vernissage-Verlag. ISBN 9783900325879.
- Robin, Christian (2012). "Arabia and Ethiopia" en “The Oxford Handbook of Late Antiquity” de Johnson, Scott F. (en inglés). Oxford, UK: Oxford University Press. ISBN 978-0199971046. Consultado el 4 de noviembre de 2022.
- Rogers, Jerry R.; Brown, Glenn Owen; Garbrecht, Jürgen (2004).  American Society of Civil Engineers, ed. Water Resources and Environmental History (en inglés). Virginia, USA. ISBN 0784475504.
- Ryckmans, Jacques (1951). L'institution monarchique en Arabie méridionale avant l'Islam (Ma'in et Saba) (en francés). Lovaina, Bélgica: Presses Universitaires and Institut Orientaliste. Consultado el 2 de febrero de 2023.
- Ryckmans, Jacques (1992). “Religion of South Arabia" en "The Anchor Bible Dictionary" de Freedman, D.N. Vol. 6. (en inglés). New Haven, Conneticut, USA: Yale University Press. ISBN 0-385-26190-X.
- Saliou, Catherine (2020).  Belin, ed. Le Proche Orient: de Pompée à Muhammad (en francés). París. ISBN 978-2-7011-9286-4. Consultado el 2 de noviembre de 2022.
- Sand, Shlomo (2010). The Invention of the Jewish People (en inglés). Nueva York: Verso Books. ISBN 978-1844676231.
- Schippmann, Klaus (1998). Geschichte der alt-südarabischen Reiche (en alemán). Darmstadt, Alemania: WBG. ISBN 978-3-534-11623-2.
- Schippmann, Klaus (2001).  Markus Wiener, ed. Ancient South Arabia: from the Queen of Sheba to the advent of Islam (en inglés). Princeton, Nueva Jersey, USA. ISBN 1558762361.
- Schmidt, Jürgen (1987). "Altsüdarabische Kultbauten" en "Jemen", de Werner Daum (en alemán). Munich: Pinguin-Verlag. ISBN 3-7016-2251-5.
- Schofield, Richard N.; Blake, Gerard H. (1988). Arabian Boundaries Primary Documents 1853-1957, Vol. 22 (en inglés). Durham, UK: Archive Editions on behalf of the International Boundaries Research Centre. ISBN 1852071303.
- Stein, Peter (2011). "Ancient South Arabian" en "The Semitic Language. An International Handbook" de Weninger, S. et al. (en inglés). Berlín: De Gruyter Mouton. ISBN 978-3110186130. Consultado el 9 de noviembre de 2022.
- Van Beek, Gus W. (1958). "Marginally Drafted, Pecked Masonry” en “Archaeological Discoveries in South Arabia” (en Publications of the American Foundation for the Study of Man, Vol 2). (en inglés). Baltimore, USA: Johns Hopkins Press. ISBN 978-0835757102.
- Wheeler, Brannon M. (2002). Prophets in the Quran: An Introduction to the Quran and Muslim Exegesis (en inglés). Londres: Continuum International Publishing Group. ISBN 0-8264-4956-5.
- Wiesehöfer, Josef (1996). Ancient Persia:  from 550 BC to 650 AD (en inglés). Londres: I.B. Tauris. ISBN 978-1850439998.
- Yassine Bendriss, Ernest (2013). Breve Historia del Islam. Madrid: Nowtilus. ISBN 978-8499674919.
- Young, Gary K. (2001). Rome’s Eastern Trade: International Commerce and Imperial Policy, 31 BC-AD 305 (en inglés). Londres: Routledge. ISBN 0-415-24219-3.

### Publicaciones
- Albright, Frank P. (1952). «The Excavation of the Temple of the Moon at Mârib (Yemen)». Bulletin of the American Schools of Oriental Research (en inglés) (128). ISSN 0003-097X.
- Arbach, Mounir (2010). «Aux origines de l’établissement des royaumes sudarabiques». Chroniques yéménites (en francés) (16): 15-27. ISSN 1248-0568. Consultado el 15 de octubre de 2022.
- Arbach, Mounir; Rossi, Irene (2012). «History and chronology of Ma'īn between the VIII and the VI centuries BC». Orientalia. Nova Series (en inglés) 81 (4): 318-339. ISSN 0030-5367.
- Beeston, A.F.L. (1949). «The Oracle Sanctuary of Jar al-Labba». Le Muséon (en inglés) (62). ISSN 1783-158X.
- Breton, Jean-François (1994). «Hagar Yahirr, capitale de ‘Awsan». Raydân. Journal of Ancient Yemeni Antiquities and Epigraphy (en francés) 6: 41-46. ISSN 1015-4523.
- Garbini, Giovanni (1976). «Sur quelques aspects de la religion sud-arabe pré-islamique». Abhandlungen Gesellschaft der Wissenschaften zu Göttingen (en francés) 3 (98): 182-188. ISSN 0931-1882.
- Görsdorf, Jochen; Vogt, Burkhardt (2001). «Excavations at Ma'layba and Sabir, Republic of Yemen: Radiocarbon Datings in the Period 1900 to 800 cal BC.». Radiocarbon (en inglés) 43 (3): 1353-1361. ISSN 1945-5755.
- Grohmann, Adolf (1970). «Göttersymbole und Symboltiere auf südarabischen Denkmälern, en "Die Religionen Altsyriens, Altarabiens und der Mandäer" de Gese, H. ; Höfner, M. y Rudolph, K.». Religionen der Menschheit (en alemán) 10 (2). ISSN 0486-3585.
- Heuzey, León (1901). [archive «Une inscription chaldéenne avec une dédicace à Ghimil-Sin, roi d'Ur»]. Comptes rendus des séances de l'Académie des Inscriptions et Belles-Lettres (en francés) 45 (2): 256-257.
- Kjaer, Sigrid K. (2022). «‘Rahman’ before Muhammad: A pre-history of the First Peace (Sulh) in Islam». Modern Asian Studies 56 (3). ISSN 1469-8099.
- Loreto, Romolo (2012). «Recent studies in pre-Islamic Yemen. An Overview». Rassegna di Studi Etiopici (en inglés) 4 (47): 239-266. ISSN 0390-0096. Consultado el 20 de octubre de 2022.
- Marín i Torné, Francesc-Xavier (2005). «La reina de Saba: Leyenda y nacionalismo etíope». Oráfrica: revista de oralidad africana (1). ISSN 2385-4375. Consultado el 26 de octubre de 2022.
- Pirenne, Jacqueline (1961). «Notes d’archeologie sud-arabe». Syria. Archéologie. Art et Histoire (en francés) 38 (3-4): 284-310. ISSN 2076-8435.
- Pirenne, Jacqueline (1980). «Prospection historique dans la région du royaume de ‘Awsan». Raydân. Journal of Ancient Yemeni Antiquities and Epigraphy (en francés) 3: 239-241. ISSN 1015-4523.
- Ryckmans, Gonzague (1945). «La confession publique des péchés en Arabie Méridionale préisplamique». Le Muséon (en francés) (58). ISSN 1783-158X.
- Ryckmans, Jacques (1971). «Some recent views on the Public Institutions of Saba (Ancient Arabia)». Proceedings of the Seminar for Arabian Studies (en inglés) (Londres) 1. ISSN 0308-8421.
- Yule, Paul A. (2013). «Late Antique Arabia Ẓafār, Capital of Ḥimyar, Rehabilitation of a ‘Decadent’ Society, Excavations of the Ruprecht-Karls-Universität Heidelberg 1998–2010 in the Highlands of the Yemen». Abhandlungen der Deutschen Orient-Gesellschaft (en inglés) (Wiesbaden) 29. ISSN 0417-2442.